# Benedikt XVI.
Benedikt XVI. (občanským jménem  Joseph Ratzinger, 16. dubna 1927 Marktl – 31. prosince 2022 Vatikán) byl německý katolický duchovní a teolog, který byl v letech 2005–2013 v pořadí 265. papežem, suverénem státu Vatikán. Od rezignace na tento úřad v roce 2013 používal do svého úmrtí na sklonku roku 2022 titul emeritní papež.
Pocházel z německého Bavorska. Jako profesor působil na německých univerzitách a byl jedním z teologických konzultantů druhého vatikánského koncilu. Později se stal arcibiskupem Mnichova a Freisingu a kardinálem, děkanem kolegia kardinálů, prefektem Kongregace pro nauku víry. Papežem byl zvolen 19. dubna 2005 po úmrtí Jana Pavla II., inaugurační mši sloužil 24. dubna 2005. Dne 28. února 2013 na papežský úřad ze zdravotních důvodů rezignoval. V době, kdy byl prefektem Kongregace pro nauku víry, získal přezdívku Boží rotvajler.
V období druhého vatikánského koncilu patřil k reformnímu proudu, později mezi konzervativce, mimo jiné i svojí podporou tradiční latinské mše. V jeho učení a pojednáních lze nalézt obranu tradiční křesťanské doktríny a tradičních hodnot jako odpověď na vzrůstající dechristianizaci a sekularizaci v mnoha rozvinutých zemích. Z tohoto důvodu hovořil o relativistickém odmítání objektivní pravdy a zejména odmítání objektivních morálních pravd jako o ústředním problému 21. století.

## Dětství a mládí

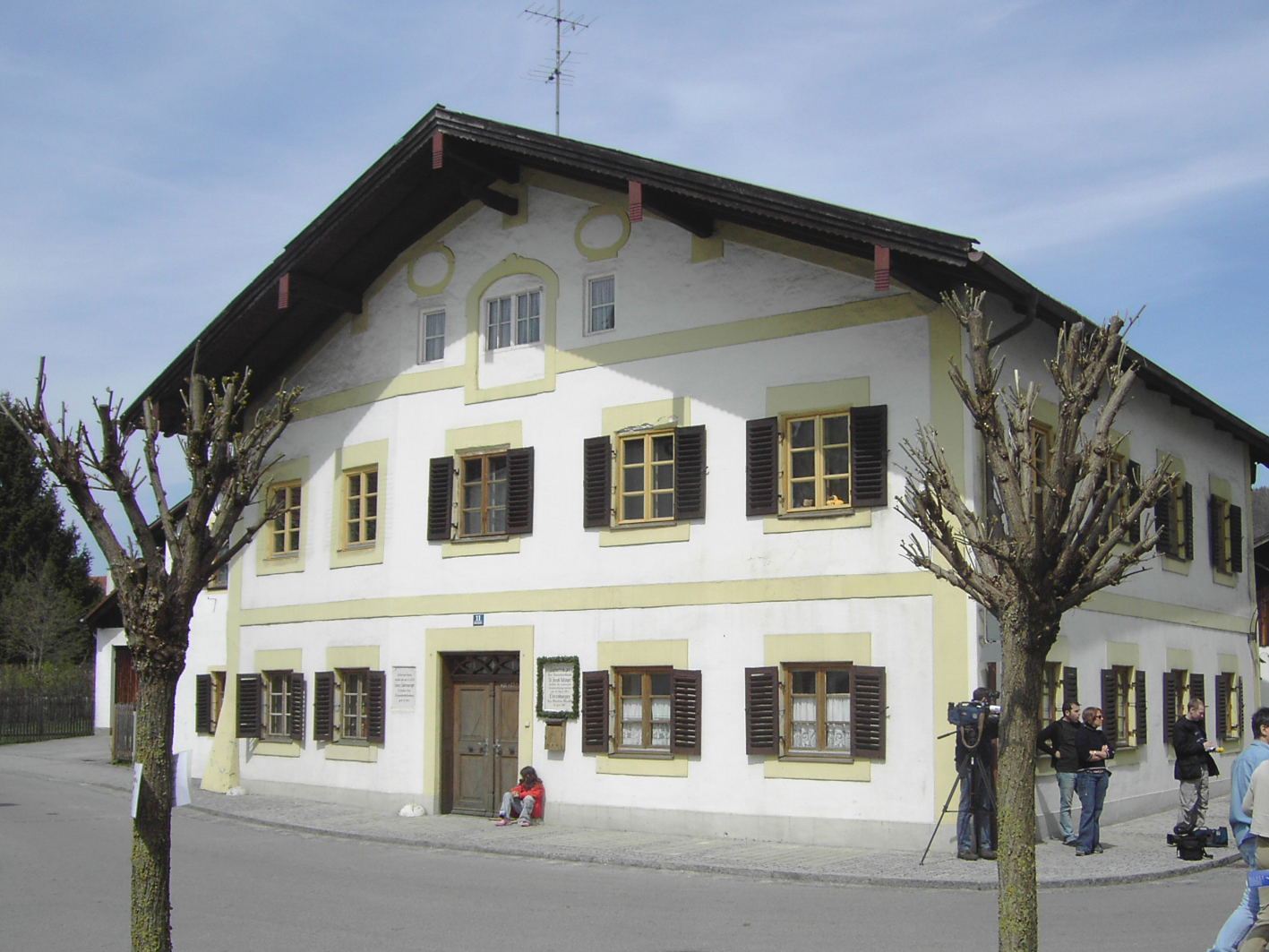
Rodný dům Benedikta XVI. v německé obci Marktl am Inn. Tento dům je též rodným domem vynálezce Georga Lankenspergera (* 1779)

Joseph Alois Ratzinger se narodil na Bílou sobotu 16. dubna 1927 v 8:30 hod. ráno v domě svých rodičů na Marktplatz 11 ve vesnici Marktl am Inn v Bavorsku (Německo), poblíž hranic s Rakouskem. O čtyři hodiny později byl pokřtěn. Byl třetím a nejmladším dítětem policisty Josepha Ratzingera staršího (1877–1959) a Marie Ratzingerové (rozené Peintnerové) (1884–1963). Rodina jeho matky pocházela původně z jihotyrolského Bolzana. Papežův bratr Georg Ratzinger (1924–2020) byl římskokatolickým knězem a hudebníkem, v letech 1964–1994 působil jako regenschori sboru řezenské katedrály – Řezenských vrabců. Jejich sestra Maria (1921–1991) se nevdala a až do své smrti pečovala o domácnost, tehdy ještě kardinálu, Ratzingerovi. Jejich prastrýc Georg Ratzinger (1844–1899) byl katolický kněz, historik, ekonom, sociální reformátor, spisovatel a politik.
Když bylo Ratzingerovi pět let, byl ve skupině dětí, která byla pozvána na návštěvu mnichovského arcibiskupa, kterému nesly květiny. Ratzingera tehdy ohromil kardinálův oděv. Později prohlásil, že v ten den chtěl být také kardinálem.
Po čtrnáctých narozeninách v roce 1941 byl Ratzinger zařazen do Hitlerjugend, neboť od prosince 1939 bylo toto členství povinné pro každého německého chlapce, který dosáhl 14 let. Ratzinger byl však neaktivním členem a odmítal se účastnit jejich setkání. Ratzingerův otec byl dle životopisce Johna L. Allena ostrým odpůrcem nacismu, který považoval za neslučitelný s katolickou vírou. Roku 1941 byl jeden z Ratzingerových bratranců – čtrnáctiletý chlapec trpící Downovým syndromem – zabit nacistickým režimem v rámci jeho eugenického tažení. V roce 1943, kdy bylo Ratzingerovi 16 let a navštěvoval stále seminář, byl povolán do německých protileteckých jednotek. Poté nastoupil výcvik v pozemních jednotkách, který byl však přerušen následnou nemocí, což ho ochránilo před obvykle tvrdou vojenskou povinností. Když se již přibližovala spojenecká vojska v roce 1945, Ratzinger se vracel ze svého stanoviště zpátky do rodinného domu v Traunsteinu poté, co se jeho jednotka rozpadla s tím, jak americké jednotky převzaly na území kontrolu. Dorazil do svého domu, kde si američtí vojáci udělali velení. Josepha jako vojáka poslali do zajateckého tábora, odkud byl o několik měsíců později – na konci války v létě 1945 – propuštěn. V listopadu téhož roku společně se svým bratrem Georgem znovu vstoupil do semináře.
Do semináře nastoupili oba bratři v Traunsteinu, později studovali Herzogliches Georgianum, jež bylo součástí Ludwig-Maximilians-Universität München. Oba byli na kněze vysvěceni kardinálem Michaelem von Faulhaberem 29. června 1951 v Mnichově. Roku 1953 složil Joseph Ratzinger disertaci s názvem Lidstvo a dům Boží v Augustinově učení o Církvi. V roce 1957 se habilitoval na Freisinské universitě prací o Bonaventurovi a roku 1958 se tam stal profesorem.

## Akademická kariéra
V roce 1959 se Ratzigner stal profesorem na Univerzitě v Bonnu. Jeho inaugurační přednáška byla na téma Bůh víry a Bůh filosofie. Roku 1963 se přesunul na universitu v Münsteru. Během tohoto období se Ratzinger účastnil druhého vatikánského koncilu (1962–1965), kde působil jako peritus (teologický poradce) Josefa kardinála Fringse z Kolína nad Rýnem. V době konání koncilu na něj bylo pohlíženo jako na reformátora. Spolupracoval s teology jako byli Hans Küng či Edward Schillebeeckx. Ratzinger taktéž obdivoval Karla Rahnera, velmi známého akademického teologa, jednoho ze zakladatelů Nouvelle Théologie a zastánce církevní reformy.
V roce 1966 bylo Josephu Ratzingerovi přiděleno křeslo na univerzitě v Tübingen, coby profesoru dogmatické teologie. Jeho kolegou zde byl Hans Küng. V tomto období Ratzinger napsal svoje ústřední dílo Úvod do křesťanství. Ve stejné době se distancoval od prostředí v Tübingen a marxistických tendencí studentských hnutí v 60. letech, která se během let 1967 a 1968 rychle zradikalizovala, což vyvrcholilo v sériích nepokojů a výtržností v dubnu a květnu 1968. Ratzinger vývoj situace a její projevy (jako upadající respekt k autoritám mezi svými studenty) spojoval s odklonem od tradičního katolického učení. Navzdory svému reformnímu naklonění se jeho pohled stále více dostával do kontrastu s liberálními myšlenkami, které se začaly všeobecně rozšiřovat v teologických kruzích.
Ozvaly se hlasy, mezi nimi např. Hans Küng, které Ratzingerovo počínání považovaly za obrácení směrem ke konzervatismu, zatímco Ratzinger se v interview v roce 1993 vyjádřil tak, že ve svých teologických názorech během let nevidí žádné zlomy. Dále pokračoval v hájení koncilního učení proti kritikám, zejména dokumentu Nostra aetate, který mluví o respektu k jiným náboženstvím, ekumenismu a deklaruje právo náboženské svobody. (Později v roce 2000 jako prefekt Kongregace pro nauku víry jasně objasnil postoj katolické církve k jiným náboženstvím v dokumentu Dominus Iesus, který taktéž hovoří o způsobu zapojení katolické církve do ekumenického dialogu.)
Během svého působení v Tübingen Ratzinger publikoval články v reformním teologickém časopise Concilium, ačkoliv si stále více vybíral méně reformní témata než ostatní přispěvatelé jako Hans Küng či Edward Schillebeeckx.
V roce 1969 se Ratzinger vrátil do Bavorska, konkrétně na univerzitu v Řezně. Společně s Hansem Ursem von Balthasarem, Henri de Lubacem, Waltrem Kasprem a dalšími založil v roce 1972 teologický časopis Communio, který dodnes vychází v 17 jazycích. Stal se čelním časopisem moderní katolické teologie. Až do svého zvolení papežem patřil Ratzinger k jedněm z nejplodnějších přispěvatelů.
V roce 1976 Ratzinger naznačil, že Augsburské vyznání by bylo možné uznat jako katolické pojetí víry. To se nakonec nestalo kvůli rozdílům v oblasti teologie ospravedlnění.

## Arcibiskup Mnichova a Freisingu

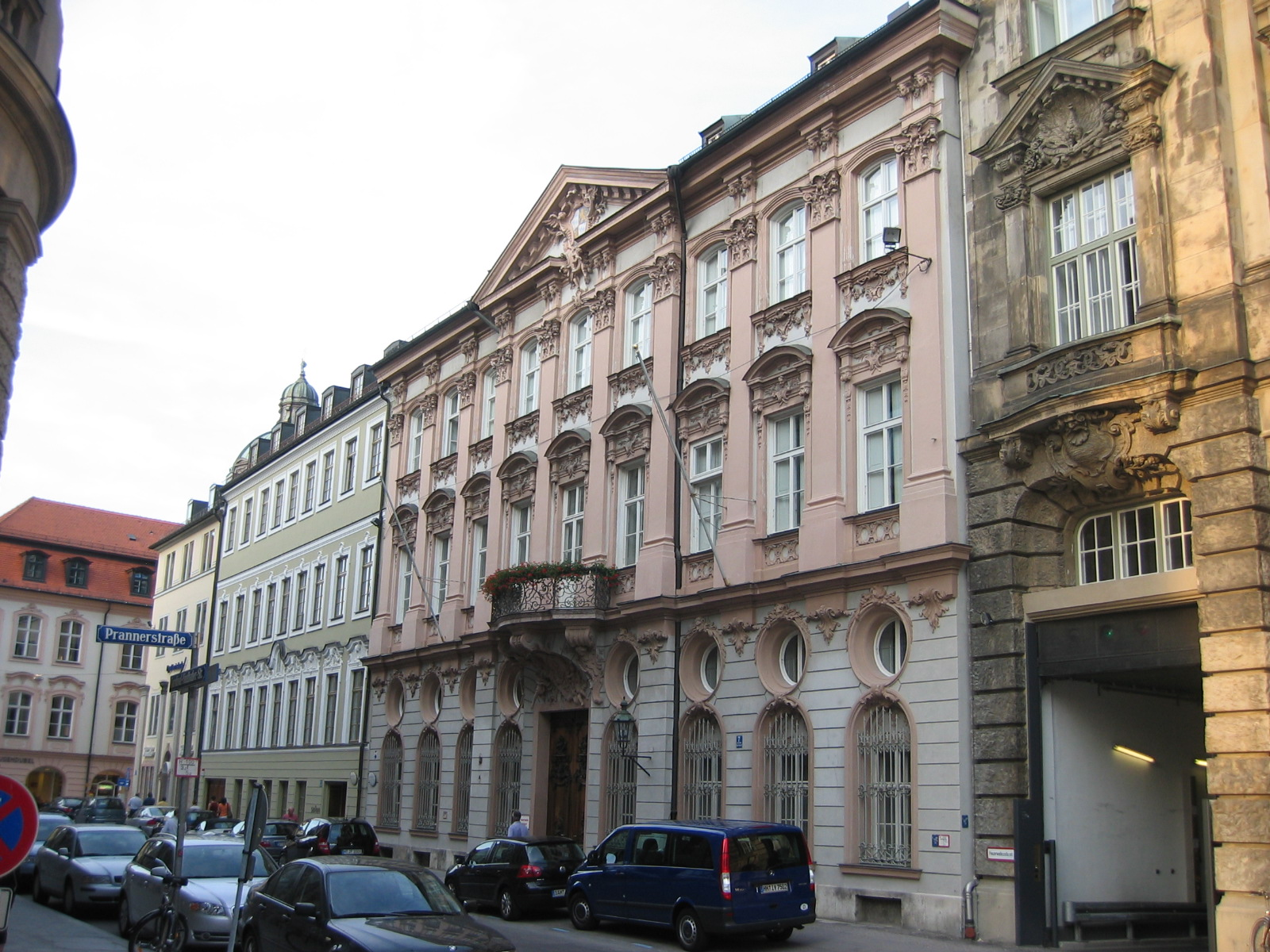
Mnichovský Palais Holnstein – sídlo arcibiskupa Mnichova a Freisingu

Ratzigner byl ustanoven arcibiskupem Mnichova a Freisingu dne 24. března 1977. Jako své biskupské motto si vybral slovní spojení z 8. kapitoly 3. Janova listu – Cooperatores Veritatis (spolupracovníci Pravdy), důvody tohoto výběru více popisuje ve své autobiografické práci.
Na konzistoři, která se konala 27. června 1977, jej papež Pavel VI. kreoval kardinálem titulu Santa Maria Consolatrice al Tiburtino. V době konkláve v roce 2005, na kterém byl zvolen papežem, byl jedním ze 14 žijících kardinálů jmenovaných Pavlem VI., a dokonce pouze jedním ze tří z nich, kterým bylo méně než 80 let. Z nich pak kromě něj volil ještě William Wakefield Baum.
Dne 20. ledna 2022 zveřejnila Arcidiecéze mnichovsko-freisinská právní posudek, podle kterého Joseph Ratzinger pochybil v případech sexuálního zneužívání v letech 1977 až 1982, kdy zastával post arcibiskupa.

## Prefekt Kongregace pro nauku víry

Znak kardinála Ratzingera

Papež Jan Pavel II. jmenoval Ratzingera 25. listopadu 1981 prefektem Kongregace pro nauku víry (dříve Svatého Oficia), historicky navazující na inkvizici. Kvůli tomuto jmenování se na začátku roku 1982 vzdal své pozice v Mnichově. Roku 1993 byl kolegiem kardinálů jmenován kardinálem-biskupem Velletri-Segni, roku 1998 byl zvolen viceděkanem kolegia kardinálů a 30. listopadu 2002 jeho děkanem, čímž se stal taktéž kardinálem-biskupem ostijské diecéze. Byl prvním děkanem kolegia, který se stal papežem, od doby Pavla IV. (1555–1559) a prvním kardinálem-biskupem od Pia VIII. (1829–1830).
V rámci vykonávání úřadu Ratzinger zastával katolickou doktrínu, například v tématech kontroly porodnosti, homosexuality a mezináboženského dialogu. Během Ratzingerova funkčního období byl např. suspendován Leonardo Boff a mnoho dalších bylo odsouzeno či napomenuto. Další záležitosti se pak týkaly např. odebrání práva vyučovat či odsouzení některých děl: např. bylo upozorňováno na některé spisy Anthony de Mella. Dle Ratzingera a Kongregace mnoho z jeho děl, zejména pozdější práce, obsahovala prvky náboženského indiferentismu (tj. např. Kristus byl „jeden mistr mezi dalšími“).
Nejznámější funkcí Kongregace je její dohled na pravou církevní věrouku, nicméně Kongregace má právní moc nad dalšími záležitostmi. Například je jí svěřeno vyšetřování některých závažných provinění. To se stalo aktuálním např. v době sexuálních skandálů kněží v USA, v kteréžto době byl prefektem právě Ratzinger. V této souvislosti se proti Ratzingerovi ozvaly kritické hlasy, obviňující Kongregaci ze snahy záležitost tutlat. Církev se proti těmto vyjádřením jasně ohradila s tím, že novináři dezinterpretovali církevní dokumenty, které se navíc týkaly výhradně práva církevního, nikoliv světského, a nařizovaly, aby závažné případy řešila přímo Kongregace pro nauku víry v Římě a nikoliv místní ordináři. V případě sexuálního zneužívání mladistvých pak prodlužovaly promlčecí lhůtu.
Ratzinger jako prefekt řešil i případy schizmatu. Dne 12. března 1983 potvrdil exkomunikaci latae sententiae vietnamského arcibiskupa Pierre Martin Ngo Dinh Thuc, duchovenstva a laiků kolem něho, kvůli nepovoleným svěcením.
Společně s Janem Pavlem II. taktéž vedl diskuse s Bratrstvem sv. Pia X. v čele s Marcelem Lefebvrem, který později vysvětil bez souhlasu papeže čtyři biskupy, a tím dle Říma upadl do exkomunikace latae sententiae. Začátkem roku 2009 Ratzinger sám už jako papež Benedikt XVI. tuto exkomunikaci zrušil.
Ratzinger byl jedním z nejvlivnějších mužů římské kurie ještě předtím, než se stal papežem. Měl taktéž velmi blízké vztahy s Janem Pavlem II. a jako děkan kolegia kardinálů předsedal jeho pohřbu a předcházející mši. Během své služby vyzýval shromážděné kardinály, aby se pevně drželi doktríny. V období sedisvakance byl hlavní veřejnou osobou církve, ačkoliv formálně v administrativních záležitostech hlavou církve nebyl. Podobně jako jeho předchůdce chrání tradiční katolická stanoviska ohledně umělé kontroly porodnosti, interrupcí či homosexuality.

## Pontifikát

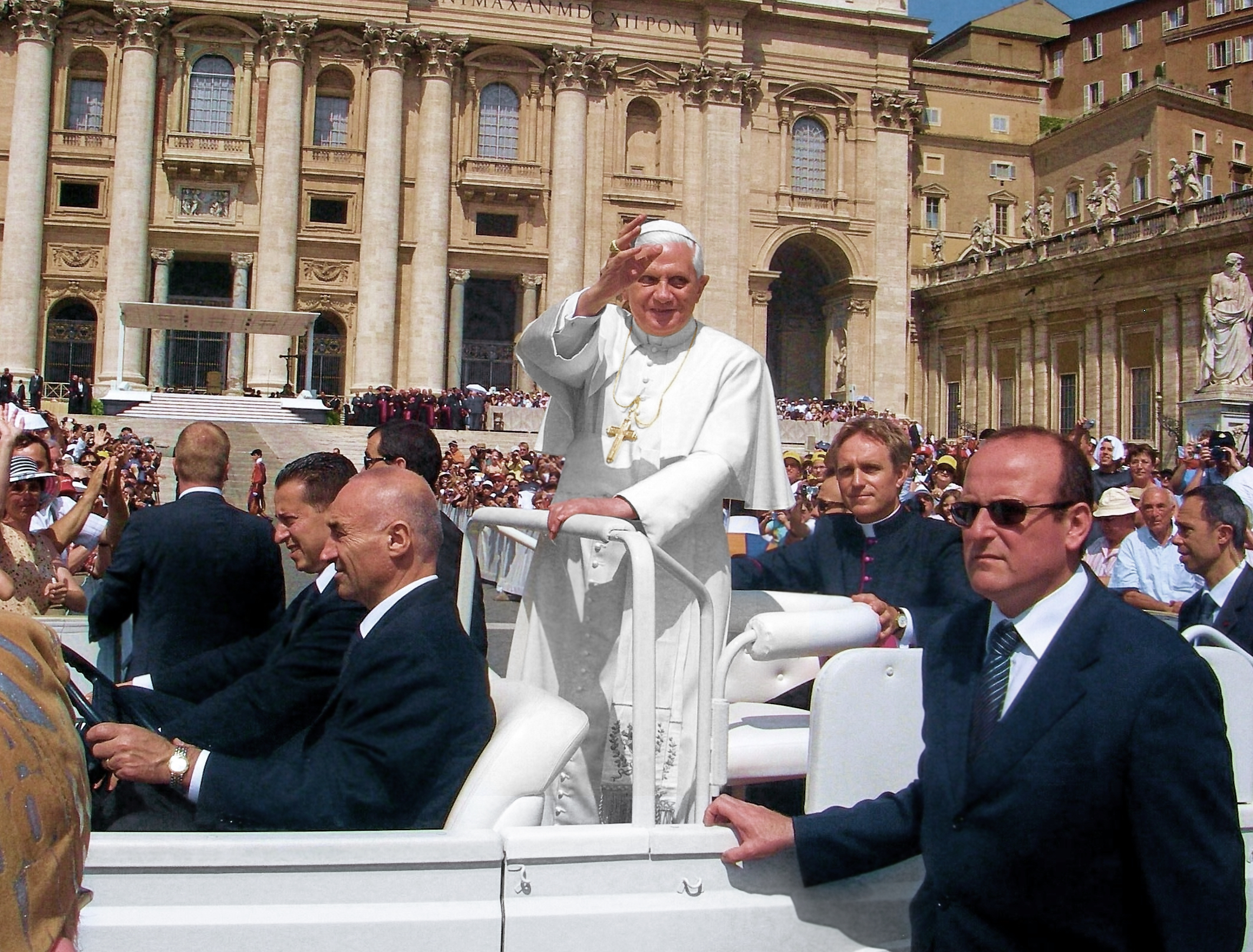
Benedikt XVI. na Svatopetrském náměstí

### Volba a nástup do úřadu

#### Předpovědi
Magazín Time již 2. ledna 2005 citoval nejmenovaný vatikánský zdroj, který prý tvrdil, že Ratzinger je hlavním kandidátem na post příštího papeže, kdyby Jan Pavel II. zemřel nebo byl příliš nemocen, a nebyl tak schopen úřad vykonávat. Po smrti Jana Pavla II. dával britský Financial Times Ratzignerovi největší šance (7:1), ale jeho rivalové z liberálního křídla církve byli těsně za ním. Ratzingera také favorizovalo, že jako děkan kolegia kardinálů byl hlavním celebrantem a kázal jak při pohřbu svého předchůdce, tak při mši na zahájení konkláve. V dubnu 2005, ještě před volbou papeže, jej časopis Time zařadil mezi 100 nejvlivnějších lidí světa. Ještě jako prefekt Kongregace pro nauku víry se Ratzinger vyjadřoval tak, že by rád odešel do důchodu zpět do svého domu na bavorském venkově (poblíž Řezna), kde by se věnoval psaní knih.
Ačkoliv byl Ratzinger postupně stavěn do role favorita mnoha mezinárodními médii, další zdůrazňovala, že jeho zvolení není zdaleka jisté a poukazovali na to, že jen opravdu velmi málo předpovědí ohledně volby papeže bylo v moderní době úspěšných. Jak zvolení Jana Pavla II., tak jeho předchůdce Jana Pavla I. byla spíše neočekávaná. Ačkoliv byl favorit (nebo možná právě proto), jeho zvolení bylo pro mnohé překvapením, neboť tradičně konkláve dávalo před žhavými kandidáty přednost někomu jinému.

#### Volba
Kardinál Ratzinger byl zvolen nástupcem Jana Pavla II. 19. dubna 2005 po čtvrtém skrutiniu, druhý den volby. Shodou okolností se 19. dubna slaví svátek svatého papeže Lva IX., nejdůležitějšího německého papeže středověku, známého pro svoje významné institucionální reformy.
Než vstoupil na balkón Baziliky svatého Petra, byla jeho volba oznámena kardinálem-jáhnem Jorgem Medinou Estévezem lidu. Nejdříve oslovil obrovský dav v italštině, španělštině, francouzštině, němčině a angličtině slovy „drazí bratři a sestry“ a pokračoval v tradičním latinském oznámení Habemus Papam: Annuntio vobis gaudium magnum:
Habemus Papam!
Eminentissimum ac reverendissimum Dominum,
Dominum Iosephum
Sanctæ Romanæ Ecclesiæ Cardinalem Ratzinger,
Qui sibi nomen imposuit Benedictus XVI.
O pět dní později – 24. dubna – sloužil nový papež intronizační mši svatou na Svatopetrském náměstí, během které mu bylo předáno papežské palium a Rybářský prsten. Poté 7. května převzal své místo v papežově katedrálním chrámu – Lateránské bazilice.
Papežem byl Benedikt XVI. zvolen ve svých 78 letech. Posledním papežem, který byl v době zvolení starší než on, byl Klement XII. (1730–1740). Než se stal papežem, působil Benedikt XVI. jako kardinál nejdéle od doby papeže Benedikta XIII. (1724–1730). Je celkově devátým německým papežem. Před ním posledním byl holandsko-německý papež Hadrián VI. (1522–1523), původem z Utrechtu. Posledním papežem, který si zvolil jméno Benedikt, byl Ital Benedikt XV., jehož pontifikát se datuje do let 1914–1922.

#### Výběr jména
Ratzinger si jako svoje papežské jméno vybral jméno Benedikt, v latině znamenající „požehnaný“, jako odkaz jednak na papeže Benedikta XV., jednak na svatého Benedikta z Nursie. Benedikt XV. byl papežem v době první světové války, během které zaníceně usiloval o mír mezi národy a jeho pontifikát byl jeden z nejkratších ve 20. století. Svatý Benedikt z Nursie byl zakladatel benediktinských klášterů (většina klášterů středověku měla benediktinskou řeholi) a autor Řehole svatého Benedikta, která stále zůstává nejvlivnější prací vztahující se k řeholnímu životu v západním křesťanství.
Benedikt XVI. vysvětlil výběr svého jména na své první generální audienci 27. dubna 2005 na Svatopetrském náměstí:
„Při tomto prvním setkání bych se rád především zastavil u jména, které jsem si zvolil, když jsem se stal římským biskupem a pastýřem univerzální církve. Chtěl jsem se nazývat Benedikt XVI., abych ideálně navázal na ctihodného papeže Benedikta XV., který vedl církev v trýznivém údobí první světové války. Byl odvážným a ryzím prorokem míru a s neohroženou odvahou se nejprve snažil zabránit válečnému dramatu a pak zmírňovat jeho zhoubné následky.
V jeho stopách chci své ministerium dát do služeb smíření a harmonie mezi lidmi a národy, neboť jsem hluboce přesvědčen, že velké dobro míru je především Božím darem, je to křehký a vzácný dar, o nějž je nutno prosit, chránit jej a budovat den co den s přispěním všech lidí dobré vůle.
Jméno Benedikt kromě toho připomíná mimořádnou postavu velkého ‚patriarchy západního mnišství‘ sv. Benedikta z Nursie, spolupatrona Evropy zároveň se sv. Cyrilem a Metodějem, apoštoly Slovanů. Postupné šíření benediktínského řádu, který založil, mělo nesmírný vliv na šíření křesťanství na celém evropském světadílu. Sv. Benedikt je proto v Německu velmi uctíván a zvláště v Bavorsku, mé rodné zemi; je základním opěrným bodem pro jednotu Evropy a mocnou připomínkou nezadatelných křesťanských kořenů její kultury a její civilizace.“

#### Tón pontifikátu

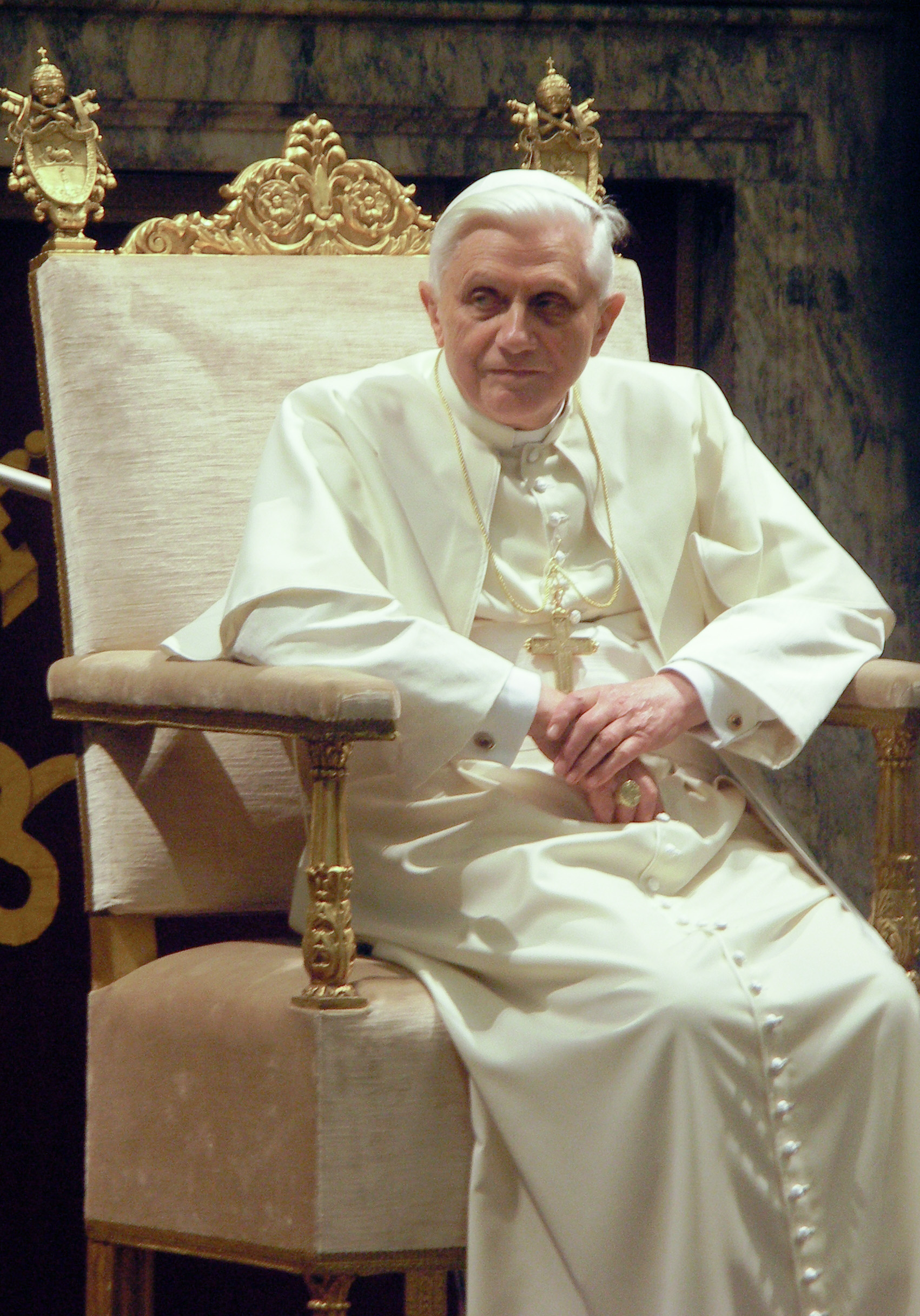
Benedikt XVI. během soukromé audience 20. ledna 2006

Během intronizační mše svaté nového papeže byl akt vyjadřování podřízenosti kardinálů vůči papeži nahrazen pozdravením dvanácti lidí, mezi nimiž byli kardinálové, další zástupci kléru a řeholníků, manželský pár s dítětem a novokněží. (Kardinálové formálně vyjádřili svoji podřízenost papeži ihned po volbě.) Benedikt začal používat otevřený papamobil, neboť chtěl být blíže k lidem. Taktéž pokračuje v tradici svého předchůdce a jako součást své pastorální role římského biskupa křtí na začátku každého roku v Sixtinské kapli několik nemluvňat. V lednu 2009 Vatikán spustil vlastní kanál na serveru YouTube, kde jsou v několika jazycích k dosažení videa související s aktuálním děním okolo papeže.

#### Tradiční oděv
Papež Benedikt XVI. začal opět nosit některé tradiční části oděvu, které jeho předchůdce Jan Pavel II. nepoužíval. Jedná se např. o papežské červené boty či camauro, které před ním naposledy nosil sv. Jan XXIII., jenž v něm byl i pohřben. Obnovil též užívání všech tří druhů papežské mozetty. Jan Pavel II. používal pouze jednu z nich.

### Beatifikace a kanonizace

#### Beatifikace
Dne 9. května 2005 zahájil Benedikt XVI. beatifikační proces se svým předchůdcem Janem Pavlem II. Za normálních okolností se tak může stát až 5 let po smrti osoby, nicméně na audienci s Benediktem XVI. Camillo Ruini, generální vikář římské diecéze a postava zodpovědná v záležitostech kanonizace osob ze své diecéze, oznámil „výjimečné okolnosti“, které dovolují, aby proces mohl začít dříve. To se stalo již v minulosti, kdy papež Pavel VI. zrušil pětiletou čekací lhůtu k zahájení beatifikace jeho předchůdců – Pia XII. a Jana XXIII. Rozhodnutí o beatifikaci bylo vydáno 13. května 2005 na svátek Panny Marie Fatimské, který byl zároveň 24. výročím atentátu na Jana Pavla II., jenž záchranu svého života přisuzoval právě Panně Marii Fatimské. Kardinál Ruini slavnostně zahájil beatifikační proces ve své diecézi 28. června 2005 v Lateránské bazilice.
Vůbec první beatifikace pod novým papežem byla slavena 14. května 2005 kardinálem José Saraiva Martinsem. Od té doby papež beatifikoval mnoho dalších lidí.
Na rozdíl od jeho předchůdce Benedikt XVI. přenechal beatifikační liturgickou službu kardinálovi. Dne 29. září 2005 Kongregace pro blahořečení a svatořečení vydala úřední zprávu, která ustanovila, že beatifikace bude celebrovat zástupce papeže, obvykle prefekt Kongregace.

#### Kanonizace

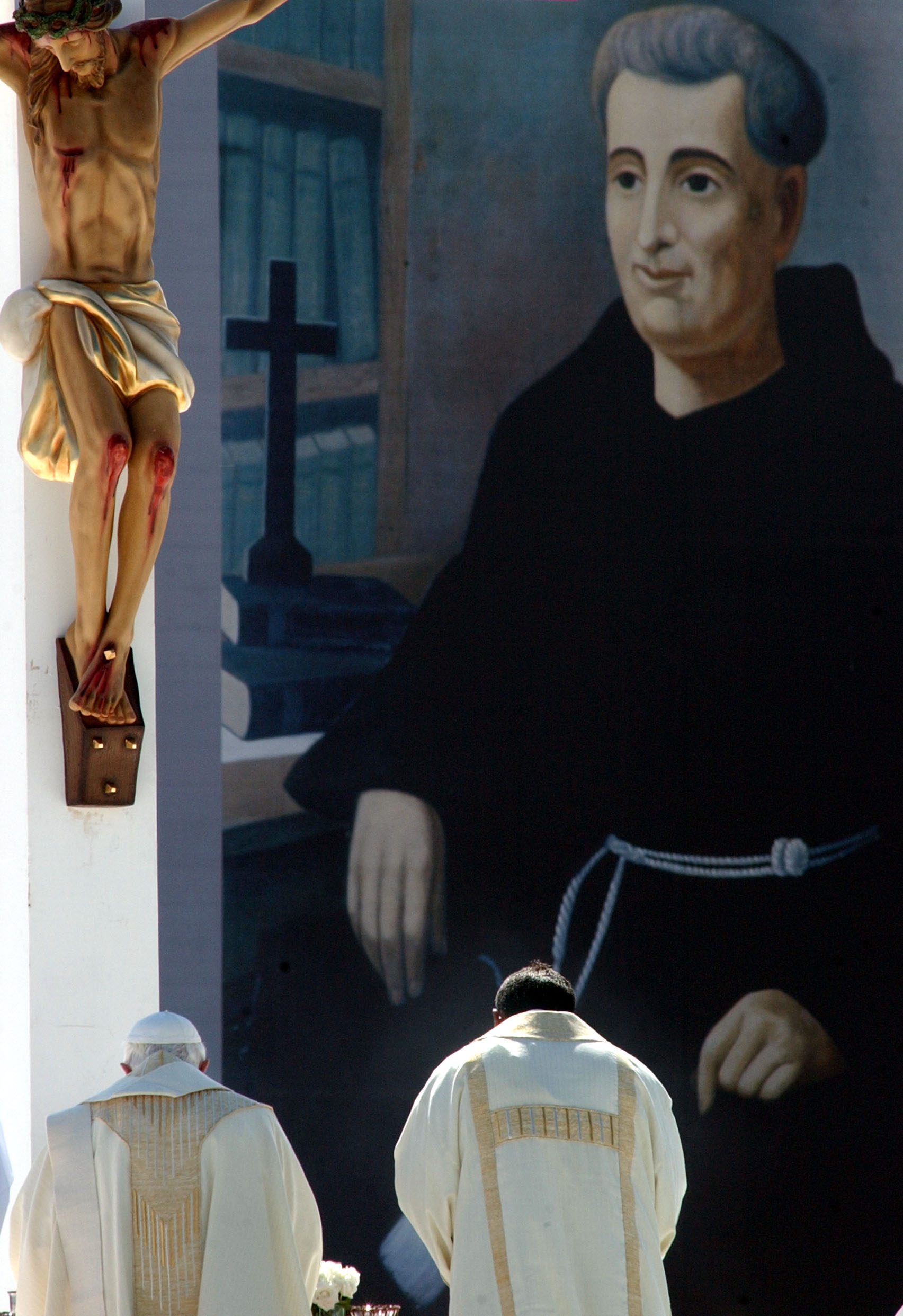
Benedikt XVI. v Brazílii během kanonizace fra Galvăo

Svoji první kanonizaci celebroval Benedikt XVI. 23. října 2005 na Svatopetrském náměstí. Kanonizování byli Josef Bilczewski, Alberto Hurtado SJ, Zygmunt Goradowski, Gaetano Catanoso a Felice z Nicosie. Kanonizace byla součástí mše na závěr biskupského synodu a roku eucharistie. Později papež kanonizoval další osoby. Jednou obřad proběhl v Brazílii při papežově návštěvě – prvním rodilým Brazilcem prohlášeným za svatého se stal fra Galvăo. V říjnu 2008 pak, mezi dalšími, taktéž došlo ke kanonizaci první Indky – svaté Alfonsy.

### Rok svatého Pavla a rok kněží
Dne 28. 6. 2007 Benedikt XVI. ohlásil, že od svátku sv. Petra a Pavla v roce 2008 do téhož dne roku 2009 bude probíhat rok svatého Pavla. Ten pak 28. 6. 2008 v Bazilice sv. Pavla za hradbami Benedikt XVI. zahájil. Liturgie se účastnil jak ekumenický patriarcha Bartoloměj I., tak zástupci dalších křesťanských církví.
Motivací pro konání roku sv. Pavla byla připomínka 2000 let od jeho narození (ohledně přesného roku narození nepanuje shoda, předpokládá se někdy mezi 6 a 10 po Kristu). V této souvislosti byly též prováděny archeologické práce v bazilice svatého Pavla za hradbami v Římě, které potvrdily autentičnost hrobu. Rok svatého Pavla Benedikt XVI. večer 28. června 2009 slavnostně zakončil.
Od 19. června 2009 pak Benedikt XVI. vyhlásil rok kněží, který tak navazuje na rok svatého Pavla. Rok kněží je vyhlášen v souvislosti se 150. výročím úmrtí svatého Jana Vianneye – patrona kněží. Rok kněží má pomoci mezi věřícími a především mezi kněžími obnovit vědomí důležitosti kněžské služby.

### Apoštolské cesty

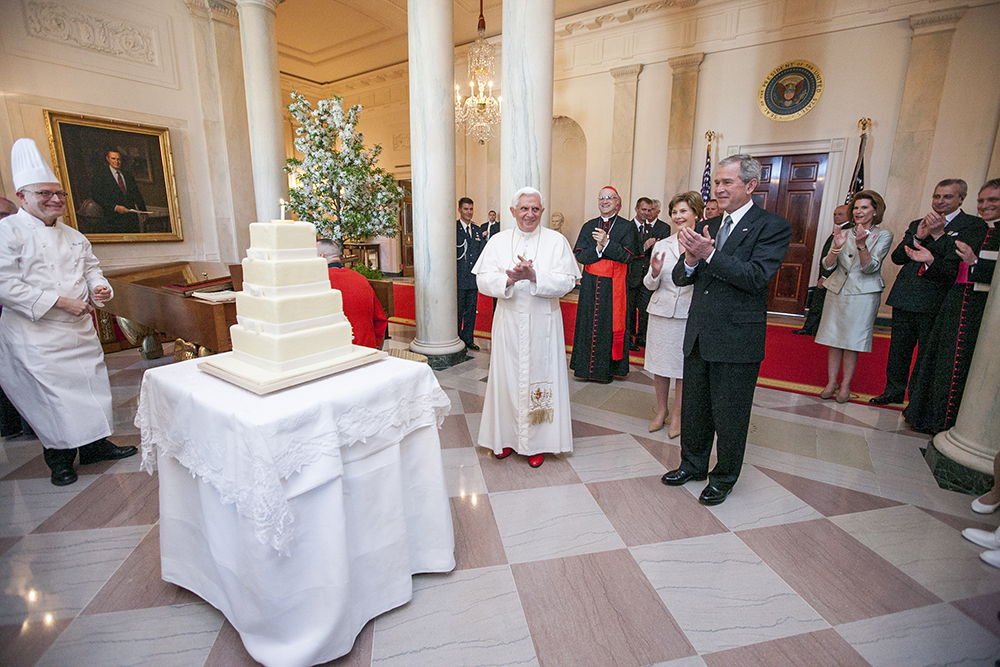
George W. Bush s manželkou a Benedikt XVI. při oslavě papežových 81. narozenin během návštěvy Spojených států amerických

Úplný přehled apoštolských cest Benedikta XVI. mimo Itálii, včetně plánovaných cest, naleznete v článku Seznam apoštolských cest papeže Benedikta XVI.
Během svého pontifikátu Benedikt XVI. podnikl taktéž velké množství různých cest. Kromě mnoha návštěv po Itálii navštívil dvakrát svoje rodné Německo, poté taktéž Polsko a Španělsko. V roce 2006 podnikl cestu do Turecka, která se neobešla bez protestů tamějších muslimů, reagujících na papežovy výroky během přednášky v Řezně téhož roku. Návštěva tak byla poznamenána velkými bezpečnostními opatřeními.
Významnou se stala též papežova návštěva Brazílie, země s největším počtem katolíků, v květnu 2007 zde papež po vzoru svých předchůdců zahajoval sjezd 22 biskupských konferencí, které zastupují polovinu všech věřících římské církve. Během cesty též svatořečil prvního rodilého Brazilce v historii – františkána Galvăo. Závěrečné mše v Aparecidě se účastnilo přes 150 000 lidí.
V dubnu 2008 papež podnikl cestu do Spojených států amerických, kde zároveň oslavil své 81. narozeniny. Během návštěvy se taktéž setkal s tehdejším prezidentem Bushem, či s oběťmi sexuálních afér kněží. Celou záležitost v této souvislosti znovu odsoudil.
V červenci se papež účastnil Světových dnů mládeže v australském Sydney.
V září pak navštívil Francii při příležitosti 150. výročí zjevení v Lurdech. Papežovy mše se zde účastnilo na 200 000 poutníků.
Od 17. do 23. března 2009 Benedikt XVI. poprvé jako papež navštívil Afriku. Jmenovitě postupně Kamerun a Angolu. Hlavním tématem jeho návštěvy bylo téma míru a smíření v afrických zemích, kde probíhaly občanské války. V této souvislosti taktéž v Kamerunu předal Instrumentum laboris k biskupskému synodu, který zasedal na téma Církev v Africe ve službě smíření, spravedlnosti a míru. Vy jste sůl země... vy jste světlo světa. Během své cesty se Benedikt XVI. taktéž zúčastnil setkání se zástupci ženských organizacích. Promluvil taktéž na téma interrupcí či problému s AIDS v Africe. Závěrečné mše v Angole se účastnil na jeden milion lidí.
Ve dnech 8.–15. května 2009 papež navštívil Svatou zemi. Svoji cestu označil jako cestu poutníka, který se jede modlit na posvátná místa. Hlavním tématem jeho promluv byl mír ve Svaté zemi a sjednocování křesťanů. Znovu též odsoudil antisemitismus či spory o posvátná místa. Během cesty se setkal i s prezidentem palestinské samosprávy Mahmúdem Abbásem. Při proslovu řekl: „Svatý stolec podporuje právo vašeho lidu na svrchovanou palestinskou domovinu v zemi vašich předků, bezpečnou a existující v míru se svými sousedy, s mezinárodně uznanými hranicemi.“ Jako první papež také vstoupil do třetího nejposvátnějšího místa islámu – mešity al-Aksá.

#### Návštěva Benedikta XVI. v České republice v roce 2009
Benedikt XVI. navštívil Prahu 26. září roku 2009. Třídenní návštěvu České republiky – svou 13. apoštolskou cestu zahájil na ruzyňském letišti v Praze. První zastávkou Svatého otce byl chrám Panny Marie Vítězné v Praze na Malé Straně, aby se zde poklonil Pražskému Jezulátku a setkal se s rodinami a dětmi. V pražské svatovítské katedrále se následně setkal se stovkami kněží, řeholníků, řeholnic, seminaristů a členů laických hnutí ke společné modlitbě nešpor. 27. září sloužil mši v Brně za účasti přibližně 120 000 lidí. Apoštolskou cestu zakončil pondělní návštěvou Staré Boleslavi při příležitosti svátku patrona českých zemí svatého Václava, během které proběhlo i setkání se zástupci mládeže. V bazilice Sv. Václava se poklonil vystaveným ostatkům světcovým a poté sloužil mši na Proboštské louce před 50 000 věřícími. Přitom vzpomenul 80. výročí Svatováclavského milénia za prezidenta T. G. Masaryka právě v tento den 28. září v roce 1929. Po šesté hodině odpolední papež odlétl zpět do Říma.

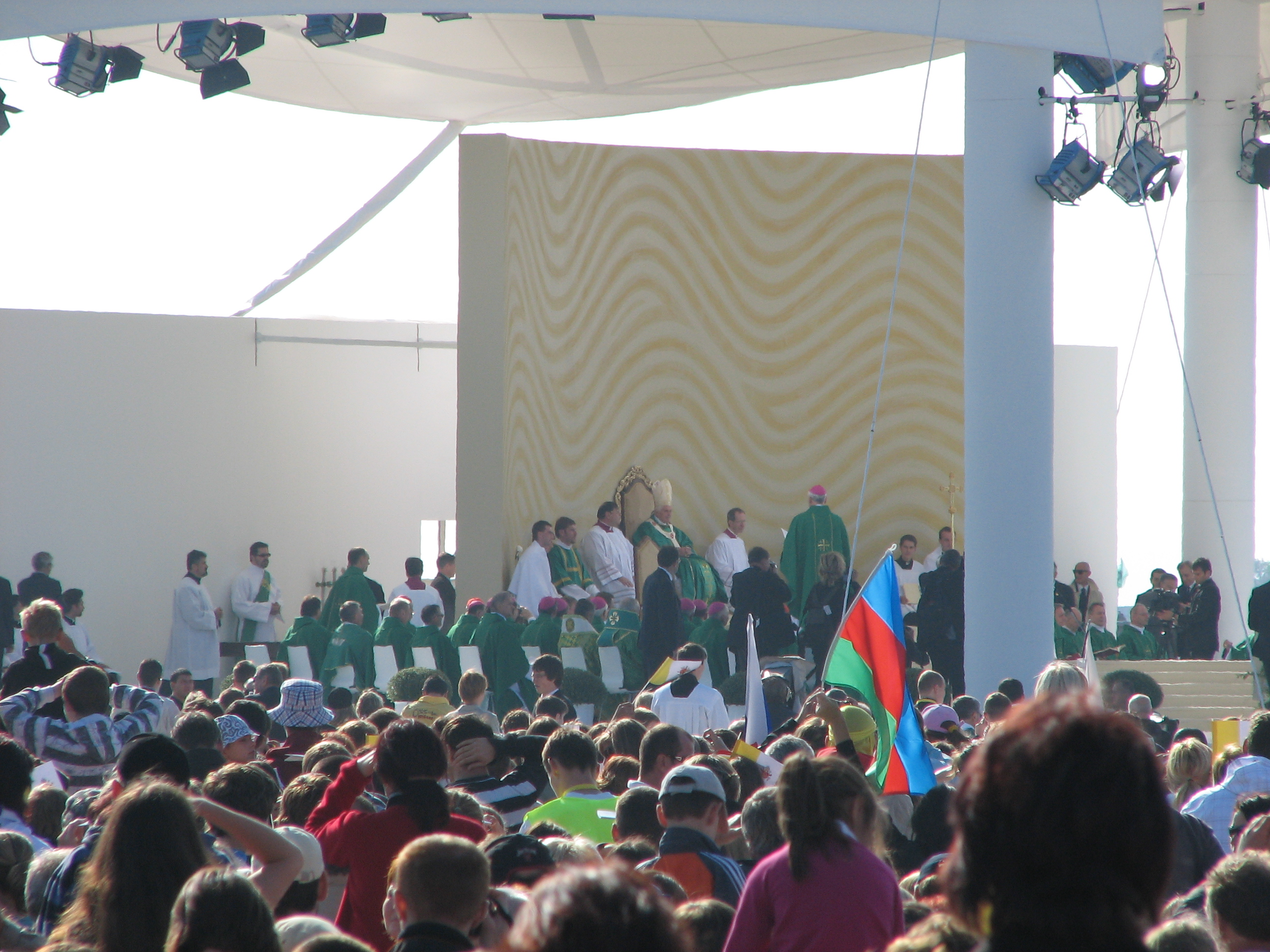
Benedikt XVI. při mši svaté v Brně-Tuřanech 27.9.2009

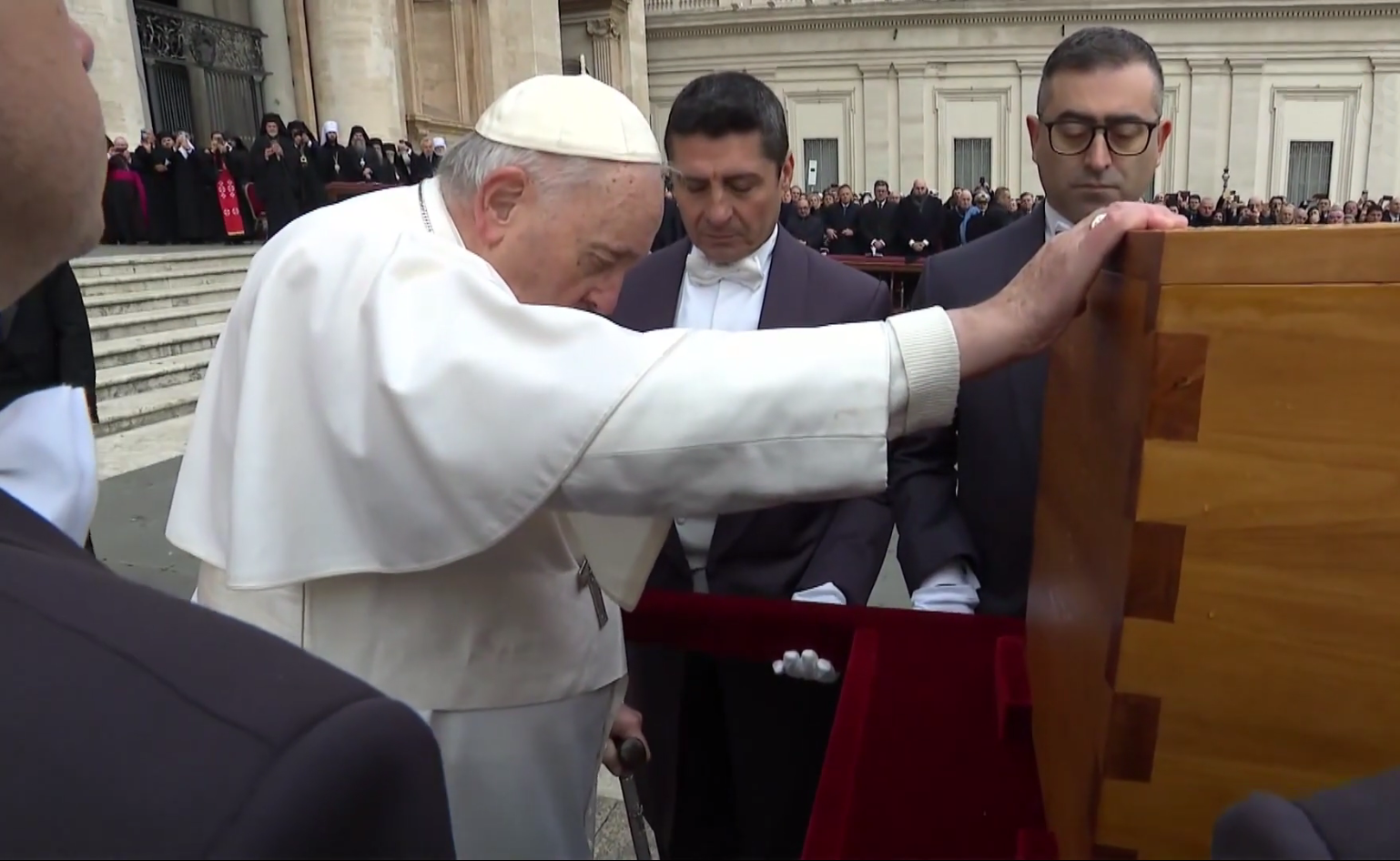
Papež František během pohřbu Benedikta XVI. (5. ledna 2023)

V roce 2019 bylo ve Staré Boleslavi vzpomenuto, že se tam oslav Dne české státnosti a vzpomínky na umučení sv. Václava aktivně zúčastnil Svatý Otec římský papež Benedikt XVI. právě před deseti lety. Devadesáté výročí „Svatováclavského milénia“ a desáté výročí návštěvy Benedikta XVI. připomenul ve své homilii apoštolský nuncius arcibiskup Charles Daniel Balvo celebrující misii na „Národní svatováclavské pouti“ v sobotu 28. září 2019. V předvečer oslav, v pátek 27. září, byla u chrámu sv. Václava odhalena busta papeže Benedikta XVI.

### Rezignace
Dne 11. února 2013 oznámil rezignaci na svůj úřad. Byť ji kanonické právo umožňuje, jde o rozhodnutí velmi vzácné – jediným, kdo na úřad papeže do té doby dobrovolně rezignoval, byl Celestýn V. roku 1294 (nepočítaje vynucená opouštění funkce v obdobích dvojpapežství a trojpapežství). „Poté, co jsem opakovaně zpytoval své svědomí před Bohem, došel jsem k jistotě, že mé síly, kvůli pokročilému věku, již nejsou vyhovující pro adekvátní výkon úřadu,“ uvedl Benedikt XVI. Svým rozhodnutím zaskočil i své nejbližší spolupracovníky. Rezignoval 28. února 2013 ve 20:00 SEČ.
Po opuštění úřadu papeže byl jeho oficiální titul Jeho Svatost Benedikt XVI., emeritní papež, případně Jeho Svatost Benedikt XVI., emeritní pontifik římský.
Do zvolení nového papeže Františka pobýval v letní rezidenci v Castel Gandolfo, od 2. května 2013 žil ve vatikánském klášteře Mater Ecclesiae. 4. září 2020 překonal Lva XIII. a stal se nejdéle žijícím papežem v dějinách.

## Názory a postoje

### Liturgie
Jedním z témat, kterými se ještě před zvolením papežem ve svých pracích věnoval, bylo téma liturgie. První svazek (celkem ze 16) z jeho úplného díla (Opera omnia, nakladatelství Herder), který byl vydán 22. října 2008 obsahuje právě Ratzingerovy práce na téma liturgie. Díla budou vydávána tematicky, nikoliv chronologicky, a to v pořadí, které určil sám Benedikt XVI. Jádro svazku dle jeho slov tvoří kniha Duch liturgie (v originále Der Geist der Liturgie, 2000). V knize Ratzinger podává výklad liturgických úkonů a její zakořenění v tradici církve a věnuje se změnám, které v liturgii nastaly po druhém vatikánském koncilu. Pravděpodobně nejvíce komentovanou částí knihy se stala kapitola o směru modliteb a postavení kněze vůči lidu. Ratzinger hájí společné nasměrování věřících a kněze jedním směrem a kritizuje některé prvky, které se postupně prosadily v pokoncilní liturgické praxi. O změně v postavení kněze čelem k lidu se vyjadřuje např. takto:
„Ve skutečnosti tím nastoupila klerikalizace, a to způsobem, který neexistoval nikdy předtím. Nyní se kněz – předsedající, jak nyní bývá raději nazýván – stává vlastním vztažným bodem celku. Všechno záleží na něm. Je to on, koho musíme vidět, účastnit se jeho liturgických úkonů, jemu je třeba odpovídat… Stále méně je v zorném poli Bůh… Obrácení kněze k lidu formuje nyní obec v jeden do sebe uzavřený kruh. Svou podobnou už není otevřena dopředu a vzhůru, ale uzavírá se sama v sobě.“
Řešení situace pak Ratzinger vidí v postavení kříže doprostřed oltáře, aby věřící i kněz byli společně obráceni nikoliv na sebe, ale právě ke kříži. V roce 2008 tuto praxi Benedikt XVI. zavedl do svých papežských mší, vedle přijímání věřících v kleče do úst. Právě v knize Duch liturgie se ostře staví proti stavění kříže na stranu oltáře:
„Za naprosto absurdní jev posledních desetiletí považuji to, že se kříž staví na stranu, aby se uvolnil pohled na kněze. Ruší snad kříž při eucharistii? Je kněz důležitější než Pán? Tento omyl by měl být co nejdříve napraven.“
Téma papežových názorů na liturgii vyvstalo výrazněji na povrch s vydáním motu proprio Summorum pontificum s liberalizací užívání Tridentské mše či zrušením exkomunikací biskupů Bratrstva sv. Pia X. (tradicionalistické skupiny v katolické církvi zpravidla slaví liturgii podle staršího způsobu). V knize rozhovorů s Peterem Seewaldem Křesťanství na přelomu tisíciletí Ratzinger říká, že oživení starého ritu v liturgii „by nebylo žádné řešení“, nicméně starý ritus by se měl „mnohem velkoryseji dopřát těm, kdo si to přejí.“

### Sexuální morálka a ochrana života
Benedikt XVI. pokračuje v duchu tradice církve a svých předchůdců co se týká posuzování záležitostí sexuální morálky a kontroly porodnosti. Již během období, kdy byl prefektem Kongregace pro nauku víry, bylo jeho úkolem vyjadřovat názory církve i k těmto otázkám. V této souvislosti vydal některé dokumenty týkající se etických otázek medicíny (využití embryí, interrupce). Stejně tak se zabýval tématem homosexuality. Kongregace pro nauku víry vydala pod vedením Josepha Ratzingera několik dokumentů, které se věnují tomuto tématu. V pozici papeže Benedikt XVI. nechal 29. listopadu 2005 Kongregaci pro katolickou výchovu vydat dokument Instrukce o kněžství a homosexualitě, který schválil 31. srpna, a který zakazuje udělovat kněžská svěcení osobám praktikujícím homosexuální chování, taktéž osobám se silnými homosexuálními sklony či osobám podporujícím tzv. „gay kulturu“. Dokument vyvolal reakce jak uvnitř, tak vně katolické církve.
Benedikt XVI. taktéž pokračuje v učení ohledně morální nepřípustnosti umělých metod antikoncepce. Stejně tak se staví proti provádění interrupcí a eutanazie či lékařskému využívání lidských embryí.
Benedikt XVI. se při své návštěvě Afriky vyslovil proti používání kondomů a doporučil spíše sexuální zdrženlivost a manželskou věrnost. Toto prohlášení bylo některými lidmi a sdělovacími prostředky odsouzeno. Papež Benedikt XVI. se tak stal prvním papežem, který veřejně vyslovil slovo „kondom“. Ve své knize rozhovorů vydané v listopadu 2010 však připustil za zcela specifických situací užití prezervativu jako nástroje boje proti epidemii HIV, avšak zároveň potvrdil, že nelze banalizovat sexualitu „zaměřením se pouze na kondom“, což „není opravdový a náležitý způsob, jak zvítězit nad infekcí HIV“.
Benedikt XVI. vyjádřil hlubokou lítost a zděšení v souvislosti se sexuálními pedofilními skandály, které se provalily v mnoha zemích Evropy a do kterých byli zapleteni někteří církevní katoličtí představitelé a vychovatelé.

### Učitelský úřad
Jako papež je Benedikt XVI. zároveň nejvyšší autoritou v církvi co se týče otázek víry a mravů. Tuto jeho věroučnou pozici mu usnadňuje i jeho dlouholeté působení na pozici prefekta Kongregace pro nauku víry. Je však třeba rozlišovat mezi osobními teologickými názory Josepha Ratzingera prezentovanými v jeho odborných dílech a mezi jeho vyjádřeními zaštítěnými autoritou Petrova nástupce v oficiálních církevních dokumentech, zejména encyklikách. Toto rozdělování zdůrazňoval již v době, kdy byl prefektem Kongregace pro nauku víry a podílel se tak na tvorbě těchto dokumentů. Jeho zatím jediným osobním teologickým dílem, které vydal v době svého pontifikátu, je první dvoudílná kniha Ježíš Nazaretský. Dílo měl rozpracované už před svým zvolením na Petrův stolec.

#### Přátelství s Kristem
Podle mnoha komentátorů se jádro papežovy zprávy lidem nachází v posledním odstavci homilie, kterou přednesl na své inaugurační mši, ve kterém odkazuje ke Kristu i k Janu Pavlu II. Po připomnění známých slov Jana Pavla II. „Nemějte strach! Otevřete, ba dokořán rozevřete brány Kristu!“ pokračoval:
„Což snad všichni nemáme nějakým způsobem strach – necháme-li Krista zcela vstoupit do svého nitra, otevřeme-li se mu naprosto – strach, že by mohl odnést něco z našeho života? Nemáme snad strach zříci se něčeho velikého, jedinečného, co dělá život tak krásný? A ještě jednou papež chtěl říci: Ne! Kdo nechá vstoupit Krista, neztrácí nic – nic – absolutně nic z toho, co činí život svobodným, krásným a velkým. Ne! Jen v tomto přátelství se otevírají dokořán brány života. Pouze v tomto přátelství se skutečně otevřou velké možnosti lidské bytosti. Pouze v tomto přátelství zakoušíme, co je krásné a co osvobozuje. Také bych dnes rád, velmi silně a s velkým přesvědčením, na základě zkušenosti dlouhého osobního života, chtěl říci vám, drazí mladí: Nemějte strach z Krista! On nic neodnímá a dává všechno. Kdo se dá Jemu, dostane stonásobně. Ano, otevřete, dokořán rozevřete brány Kristu – a najdete pravý život.“
Toto přátelství s Kristem je častým tématem Benediktových promluv a prací. To zmiňuje i v díle Ježíš Nazaretský, jehož hlavní smysl je dle jeho slov povzbudit v čtenáři růst živého vztahu k Ježíši Kristu. Téma přátelství s Bohem, které se poté projevuje solidaritou a skutky lásky k bližním, rozvíjí i ve své první encyklice Deus caritas est.

#### Kritika relativismu
Relativismus papež považuje za jednu z hlavních otázek, kterým musí dnešní víra čelit. Před relativismem varoval v mnoha svých promluvách. Ve své homilii před zahájením konkláve, na kterém byl zvolen, mluvil o tom, že se dnes zavádí „diktatura relativismu“:
„Kolik větrů různých doktrín jsme poznali v posledních desetiletích, kolik ideologických proudů, kolik módních myšlenek... Malá loďka myšlení mnoha křesťanů byla nezřídka zmítána těmito vlnami – vrhána z jedné krajnosti do druhé: od marxismu k liberalismu, až k libertinismu [naprostá mravní nevázanost]; od kolektivismu k radikálnímu individualismu; od ateizmu k vágnímu náboženskému mysticismu; od agnosticismu k synkretismu [vybírat si co se mi líbí] atd. Každý den vznikají nové sekty a uskutečňuje se, co říká sv. Pavel o „lidské chytrosti a prohnanosti, jež podvádí a klame“. Mít jasnou víru, podle Creda [vyznání víry] církve, je často označováno nálepkou „fundamentalismu“. Zatímco relativismus, to je dát se „zmítat a strhovat větrem kdejakého učení“, se jeví jako jediný postoj na výši dnešních časů. Zavádí se diktatura relativismu, která neuznává nic za konečné (definitivní) a která ponechává jako jediné měřítko pouze vlastní „Já“ a vlastní chutě.“
Ve své promluvě při uvítání účastníků Světových dnů mládeže 2008 se vyjadřoval v podobném duchu:
„Relativismus tím, že prakticky bez rozdílu všemu přikládá hodnotu, činí ‚zkušenost‘ důležitější nad všechno ostatní. Avšak zkušenosti, odtržené od jakékoli úvahy o tom, co je dobré či pravdivé, mohou vést nikoli k ryzí svobodě, nýbrž k morálnímu a intelektuálnímu chaosu, k poklesu morální úrovně, ke ztrátě sebeúcty, ba dokonce k zoufalství.“
Postavení se této „diktatuře relativismu“ vidí jako hlavní výzvu, před kterou stojí dnešní církev a lidstvo. Původ tohoto problému vidí v Kantově samo-omezení rozumu. To je pak dle něj i v rozporu s dnešní aklamací vědy, jejíž úspěch je založen na síle rozumu k poznávání pravdy. Benedikt XVI. se vyjadřuje tak, že tato samo-amputace rozumu vede k patologickým důsledkům v náboženství jako je terorismus a k patologiím ve vědě v podobě ekologických katastrof.
Při diecézním setkání v Římě 6. června 2005 Benedikt při homilii týkající se rodiny a výchovy, v níž se zaobíral i tématem sexuální morálky, mimo jiné poznamenal:
„Dnes zvláště zákeřnou překážkou výchovného díla v naší společnosti a kultuře je masivní přítomnost onoho relativismu, který tím že nic neuznává za definitivní, ponechává jako poslední měřítko všeho vlastní ‚já‘ s jeho rozmary a choutkami a pod zdáním svobody se stává pro každého vězením… Je tedy jasné, že se musíme nejen snažit překonat relativismus ve své práci při výchově osob, ale jsme povoláni čelit jeho nadvládě ve společnosti a v kultuře.“

#### Encykliky
Do dnešní doby papež vydal celkově tři encykliky. První s názvem Deus caritas est (Bůh je láska) vydanou 25. ledna 2006, druhou Spe salvi (Spaseni v naději) vydanou 30. listopadu 2007, třetí Caritas in veritate. Jak již názvy napovídají, první encyklika se týká tématu křesťanské lásky, vztahu agapé a erós. Druhou část pak tvoří téma aplikace těchto principů ve světě např. v podobě charity apod. Druhá encyklika Spe salvi se zabývá ctností naděje, která je přístupná všem lidem bez ohledu na jejich sociální status, a jejím vztahem k vykoupení. Třetí encyklika je encyklikou sociální. Navazuje na Populorum progressio Pavla VI. a zabývá se základy a správným směřováním lidského vývoje a hospodářskými otázkami.

#### Postsynodální exhortace Sacramentum caritatis
Sacramentum caritatis (Svátost lásky) je apoštolská exhortace vzniklá po zasedání biskupského synodu o eucharistii ve dnech 2. – 23. října 2005, kterého se Benedikt XVI. účastnil. Exhortace jím byla podepsána 22. února 2007 a dle jeho slov má navazovat na jeho encykliku Deus caritas est. Účel exhortace dle něj spočívá „v novém prohloubení vztahu křesťanského lidu k eucharistickému Tajemství, liturgického úkonu a nového duchovního kultu, odvozeného z Eucharistie jako Svátosti Lásky.“ Samotný název exhortace je inspirován slovy Tomáše Akvinského, který je používá k označení eucharistie. Knižní vydání čítá cca 140 stran (záleží na jazyce vydání).

#### Motu proprio Summorum pontificum
Papež vydal 7. června 2007 motu proprio Summorum pontificum – dokument, který zpřístupňuje slavení liturgie dle misálu sv. Jana XXIII. z roku 1962, tradičně označovanému jako tridentský, která nebyla nikdy zakázána. Řádným způsobem slavení byl a zůstal misál Pavla VI. z roku 1970, přihlížející k liturgickým změnám stanoveným druhým vatikánským koncilem. Možnost užívat starší misál dal již v roce 1984 Jan Pavel II., ovšem bylo nutno mít dovolení místního ordináře – biskupa. Summorum pontificum dává kněžím při soukromém slavení eucharistie v jakýkoliv den kromě velikonočního tridua na výběr, jaký způsob slavení zvolí. Vyskytuje-li se pak ve farnosti skupina, která by ráda tímto způsobem slavila, má jí to farář umožnit a nepotřebuje již žádná další povolení. Stejně tak je možno použít starší rituál při udílení svátostí křtu, biřmování, manželství atp., přejí-li si to dotyční a „je-li to pro dobro duší“. Chtějí-li však například řeholní společenství staršího způsobu slavení užívat „často, převážně nebo trvale, musí o tom rozhodnout vyšší Představení“.
Dokument s nadšením přijali zejména zástupci tradicionalistických proudů uvnitř katolictví, např. představený Bratrstva sv. Pia X. Bernard Fellay označil dokument za „dar Milosti, který představuje nejenom krok, ale přímo skok správným směrem“. Již před vydáním dokumentu se však proti němu ozývaly i kritické hlasy vyjadřující obavu, zda se tento akt nedotkne autority druhého vatikánského koncilu či zda nezpůsobí zmatky ve farnostech. Proti námitkám se Benedikt XVI. vyjádřil ve svém dopise biskupům bezprostředně po vydání dokumentu, v kterém vysvětluje i motivace, které ho vedly k tvorbě dokumentu. Hlavní důvod svého činu shrnul slovy:
„Jde o to, dosáhnout interního smíření v lůně Církve. Při pohledu do minulosti, na rozdělení, která v průběhu staletí zraňovala Kristovo Tělo, neustále vyvstává dojem, že v kritických momentech, ve kterých se tato rozdělení rodila, nebylo ze strany představitelů Církve učiněno dostatek pro zachování či znovu dosažení smíření a jednoty; vyvstává dojem, že opomenutí Církve mají svůj díl viny na skutečnosti, že se tato rozdělení mohla konsolidovat. Tento pohled do minulosti nás dnes staví před povinnost učinit vše, co lze, pro to, aby všichni ti, kteří skutečně touží po jednotě, mohli v této jednotě zůstat nebo ji opět nalézt.“
V listě pak Benedikt XVI. taktéž sám mluví o vlastní zkušenosti, jak byly po liturgické změně „svévolnými deformacemi Liturgie zraňovány ty osoby, které byly naprosto zakořeněny ve víře Církve“. Některé židovské skupiny proti rozhodnutí papeže protestovaly, neboť ve znění modlitby, která je součástí velkopáteční liturgie dle misálu z roku 1962, se vyskytovaly výrazy (např. vyjádření o „slepotě“ židů.), se kterými někteří židé nebyli spokojeni. Papež jejich protestům vyhověl a pasáže, které vyvolávaly konflikty, nahradil jinými.

#### Kongregace k nauce o církvi
Ke konci roku 2007 vydala Kongregace pro nauku víry dokument potvrzený Benediktem XVI. obsahující „odpovědi na otázky o některých aspektech nauky o církvi“. Prohlášení navazuje na dokument Dominus Iesus z roku 2000, který Benedikt XVI. připravoval ještě v pozici prefekta Kongregace pro nauku víry.
Dokument z roku 2007 se vyjadřuje mimo jiné o katolickém chápání toho, jaká společenství jsou z jejího pohledu církvemi. O Východních církvích mluví dokument takto:
„Jelikož tyto církve, i když odloučené, mají pravé svátosti a především vlivem apoštolské posloupnosti, mají kněžství a eucharistii, které je s námi dosud těsně pojí, zasluhují titul místní či partikulární církve, a jsou nazývány sesterskými církvemi katolických partikulárních Církví… Poněvadž však společenství s katolickou církví, jejíž viditelnou Hlavou je římský biskup a Petrův nástupce, není nějakým vnějším doplňkem partikulární církve, ale jeden z jejích vnitřních konstitutivních principů, vyznačuje se status těchto partikulárních církví…přesto určitým nedostatkem.“
O reformovaných církvích se pak vyjadřuje takto:
„…tato společenství nemají apoštolskou posloupnost ve svátosti svěcení, a proto postrádají bytostně konstitutivní prvek bytí Církve. Zmíněná církevní společenství, která zvláště v důsledku absence služebného kněžství nezachovala pravou a celistvou podstatu eucharistického Tajemství, nemohou podle katolické nauky být nazvány ‚církvemi‘ ve vlastním smyslu slova.“
Dokument taktéž deklaruje „plnou totožnost Církve Kristovy a katolické Církve“. Dokument si vysloužil kritiku z protestantských kruhů. Němečtí protestantští biskupové mluvili o „políčku pro ekumenismus“. Naopak zástupci pravoslavné církve jej chválili pro jeho upřímnost. Na námitky odpověděl následně kardinál Kasper s tím, že dokument neříká, že by protestantské církve nebyly církvemi, ale že nejsou církvemi v tom smyslu, jak katolická církev chápe samu sebe, a že takovými církvemi sami být ani nechtějí.

### Ekumenismus a vztahy s jinými náboženstvími
Již při svém nástupu na Svatý stolec Benedikt XVI. vyjádřil svoji vůli pokračovat ve stopách, kterými se vydal Jan Pavel II. K nim neodmyslitelně patří i dialog s ostatními křesťany a dalšími světovými náboženstvími. O jeho důležitosti a užitečnosti Benedikt XVI. mluvil již předtím, než se stal papežem. Nicméně během pontifikátu se vyskytly i kontroverze jak mezi katolickou církví a ostatními křesťany, tak i ve vztazích s muslimy či židy.

#### Disidenti uvnitř katolické církve
Benedikt XVI. navázal bližší vztahy se zástupci Kněžského bratrstva sv. Pia X., jehož čtyři biskupové, vysvěcení bez povolení papeže, upadli dle Svatého stolce tímto aktem do exkomunikace. Představený Bratrstva mons. Fellay s radostí kvitoval již zvolení Josepha Ratzingera papežem. Začátkem roku 2009 papež tuto exkomunikaci zrušil, a nabídl tak jejich návrat k plnému společenství s katolickou církví. Tento krok našel i své kritiky, např. Hanse Künga, bývalého Ratzingerova kolegu na univerzitě, jemuž bylo v roce 1980 odebráno právo vyučovat, jenž kritizoval již vydání dokumentu Summorum pontificum a prohlašoval, že papež chová k Marcelu Lefebvrovi sympatie, a že po zrušení exkomunikace mnoho katolíků „nečeká od papeže už nic dobrého“. Dalším aktem Benedikta XVI. v této záležitosti bylo motu proprio Ecclesiae unitatem vydané 8. července 2009, které převádí Papežskou komisi Ecclesia Dei, která má vztahy s Bratrstvem a tradicionalisty na starosti, pod Kongregaci pro nauku víry, zároveň se tak změnilo i její personální vedení.
V katolické církvi existují i další tradicionalistické skupiny (např. Bratrstvo sv. Petra, Komunita sv. Martina, Institut Krista Krále a další), které jsou do ní plně začleněny. Benedikt XVI. těmto skupinám vyšel vstříc již při vydání Summorum pontificum, u kterého jako jednu z motivací zmínil právě předcházení štěpení uvnitř církve. Že byl tento krok úspěšný, následně potvrdil kardinál Hoyos slovy: „Díky tomuto motu proprio nemálo tradicionalistů požádalo o návrat k plnému společenství a někteří se již vrátili.“

#### Ostatní křesťané
Benedikt XVI. vícekrát zdůraznil ve svých promluvách výsadní postavení Petrova nástupce v osobě papeže, jak jej chápe katolická církev, což se neobešlo bez reakcí ze stran jiných křesťanských církví.
Změnila se též situace ve vztazích s anglikánskou církvi poté, co anglikáni odhlasovali biskupské svěcení žen. Tento počin taktéž dle kardinála Kaspera zkomplikoval jinak dobře se rozvíjející ekumenický dialog mezi katolickou a anglikánskou církví. Anglikánská církev řešila problémy s blížícím se vlastním rozštěpením, mnoho jejích členů dokonce vyjádřilo ochotu vstoupit do katolické církve.
Historická měla být též účast Benedikta XVI. na pohřbu moskevského patriarchy Alexije II. v roce 2008. Na pohřeb byl vyslán papežský legát. Stejně tak byla historická účast konstantinopolského patriarchy Bartoloměje na biskupském synodu, kde poprvé v historii promluvil zástupce pravoslavné církve. Ke konci roku 2008 papež sám mluvil o zlepšení vztahů s křesťanským Východem a upozornil na výsledky dokumentu katolicko-pravoslavné komise na téma Církevní společenství, konciliarita a autorita, který dle něj „otevírá positivní perspektivy v reflexi nad vztahem mezi primátem a synodalitou v církvi.“
Svoji promluvu k Papežské radě pro jednotu křesťanů zakončil slovy:
„Drazí bratři a sestry, v mnoha oblastech se ekumenická situace změnila a mění se dále. To nás vede k úsilí o upřímnou konfrontaci. Objevují se nové komunity a skupiny, dochází k profilaci nových tendencí a někdy dokonce k napětím mezi křesťanskými komunitami. Proto je důležitý teologický dialog, který se dotýká konkrétního prostředí života v různých církvích a církevních komunitách.... ekumenismus nás vybízí k bratrské a velkorysé výměně darů, s vědomím, že plné společenství ve víře, ve svátostech a ve službě zůstává úkolem a cílem celého ekumenického hnutí. Pulsujícím srdcem tohoto náročného úkolu, jak to jasně formuloval II. vatikánský koncil, je ekumenismus duchovní.“

#### Judaismus
Někteří židovští představitelé či organizace vyjádřili spokojenost s tím, že byl papežem zvolen právě Ratzinger, který sám prožil období druhé světové války. Jiní se vyjadřovali střízlivěji s tím, že doufají v navázání na pontifikáty Jana XXIII. a Jana Pavla II. co se týče vztahů k židům a k státu Izrael.
V květnu 2006 papež mimo jiné navštívil koncentrační tábor Auschwitz-Birkenau u Osvětimi, kde při svém projevu pronesl slova:
„Na místě jako je toto se nedostává slov, nakonec zbude jen ustrnulé mlčení – mlčení, jež je vnitřním křikem k Bohu: „Pane, proč jsi mlčel? Jak jsi mohl toto všechno připustit?“ A za tohoto mlčení se ve svém nitru hluboce skláníme před nesčetným zástupem těch, kteří zde trpěli a byli posláni na smrt; toto mlčení se však později stává nahlas vyslovenou žádostí o odpuštění, o smíření, prosbou k živému Bohu, aby už nikdy nic podobného nepřipustil. Připomněl též slova Jana Pavla II. „nemohl jsem sem jako papež nepřijít“.
Vztahy s židy se opět dostaly na přetřes po vydání Summorum pontificum. Židé v té době protestovali proti obsahu velkopáteční liturgie (viz výše). Papež kritické pasáže posléze nechal změnit.
Dalším kontroverzním tématem se stalo vyšetřování případu případného blahořečení Pia XII., který byl ve funkci papeže v období druhé světové války, a jenž je některými obviňován z nedostatečného odporu proti nacistům. Papež naopak několikrát vyjádřil tomuto papeži úctu a obdiv. Židovské organizace po celém světě naopak odsoudily snahy o blahořečení tohoto papeže. Gary Knapp, člen židovské obce Spojených států a vedoucí Pave the Way Foundation, organizace, jejímž cílem je odstraňovat neteologické překážky mezi náboženstvími, která taktéž zkoumá případ Pia XII., v rozhovoru pro vatikánský rozhlas řekl, že „onen nepříznivý dojem o papeži Piu XII. je zcela falešný“.
Poslední pobouření uvnitř židovské obce vyvolalo zrušení exkomunikace čtyř biskupů Bratrstva sv. Pia X., mezi nimi i Richarda Williamsona, který veřejně pronesl výroky, v kterých popírá obecně přijímaný rozsah holocaustu či existenci plynových komor (Williamsonovy výroky ovšem nijak nesouvisely s jeho exkomunikací, jejíž příčinou bylo Vatikánem nepovolené biskupské svěcení). Jak Vatikán, tak Bratrstvo následně tyto výroky odsoudily a vyzvaly Williamsona k přehodnocení svých názorů. Státní sekretariát Svatého stolce se v následném prohlášení vyjádřil tak, že tyto okolnosti v době zrušení exkomunikace nebyly Svatému otci známy. Papeže naopak hájil konzervativní americký rabín Yehuda Levin. Při setkání s představiteli židovských organizací ve Spojených státech amerických papež znovu zopakoval své stanovisko k záležitosti:
„Nenávist rozpoutaná proti mužům, ženám i dětem, jak se projevila v šoa, je zločinem proti Bohu a proti lidstvu. To by mělo být jasné každému, zejména těm, kteří se drží tradice Písma svatého… Každá negace nebo minimalizace tohoto zločinu je netolerovatelná a zároveň nepřijatelná.“
Svatou zemi papež navštívil v květnu roku 2009.

#### Islám
Papežovy vztahy s islámem byly na veřejnosti diskutovány především poté, co zástupci islámu byli pobouřeni obsahem přednášky s názvem Víra, rozum a univerzita, kterou papež přednesl 12. září 2006 na univerzitě v Řezně. Důvodem pobouření byla papežova citace: „Ukaž mi, co nového přinesl Mohamed, a nalezneš tam pouze věci špatné a nelidské, jakou je jeho příkaz šířit víru mečem.“ Jedná se o citaci textu byzantského císaře Manuela II. Palaiologa. Této citaci v papežově přednášce předcházela jeho vlastní slova: „Aniž by se zastavoval u podrobností, jako například u rozdílu v zacházení s těmi, kteří mají „Knihu“, a s „nevěřícími“, obrací se s překvapivou příkrostí, jež je pro nás nepřijatelná, na svého společníka s ústřední otázkou týkající se vztahu mezi náboženstvím a násilím vůbec a říká: …“
Na přednášku vzápětí reagovalo mnoho vládních činitelů muslimských zemí, kteří výrok označili za nešťastný a dokazující nepochopení skutečného islámu. Naopak představitelé Německa, Švýcarska či Itálie se papeže zastali a poukazovali na nepochopení jeho slov. V písemném vydání přednášky pak papež k zmiňovanému místu poskytl ještě vysvětlení:
„Tato citace byla v muslimském světě, bohužel, vyložena jako výraz mého osobního postoje, což vyvolalo pochopitelné rozhořčení. Doufám, že čtenář mého textu bude moci bezprostředně pochopit, že tato věta nevyjadřuje mé osobní hodnocení Koránu, k němuž chovám úctu, příslušející posvátné knize velkého náboženství. Citací textu císaře Manuela II. jsem měl v úmyslu pouze zdůraznit podstatný vztah mezi vírou a rozumem. V tomto bodě se s Manuelem II. shoduji, aniž bych bral jeho polemiku za svou.“
Na přelomu listopadu a prosince téhož roku pak Benedikt XVI. navštívil Turecko.
V roce 2008 se na žádost význačných muslimských osobností uskutečnil od 4. do 6. listopadu v Římě katolicko-muslimský seminář, kde spolu obě strany diskutovaly na téma lásky k Bohu a bližnímu. V prosinci se pak konalo pravidelné muslimsko-katolické sympozium.

## Zájmy, dovednosti, osobní aktivity
Kromě mateřské němčiny hovořil plynně italsky, francouzsky, anglicky, latinsky a měl znalosti portugalštiny. Ovládal i četbu starověké řečtiny či biblické hebrejštiny. Sám za svůj první cizí jazyk označoval francouzštinu.
Byl taktéž členem velkého množství různých akademií jako např. francouzské Académie des sciences morales et politiques. Kromě toho mu bylo uděleno 7 čestných doktorátů.
Benedikt XVI. byl taktéž zakladatelem a patronem tzv. Ratzinger Foundation – charitativní organizace, která získává peníze prodejem papežových knih a pojednání, aby ve světě podporovala vzdělání a poskytovala stipendia.
Měl v oblibě klasickou hudbu, například Mozarta a Bacha. Jedním z jeho nejoblíbenějších skladatelů byl W. A. Mozart. Sám hrál na piano, jedno velké měl i ve své papežské rezidenci.
Jeho dalším velkým zájmem byly kočky. Po jeho zvolení papežem římský tisk mylně informoval o tom, že se papež rozhodl vzít si s sebou do apoštolského paláce i dvě, které měl jako kardinál.

## Zdravotní stav
Během své funkce prefekta Kongregace pro nauku víry podával kardinál Ratzinger třikrát žádost o ukončení své služby. Důvodem byly jeho zdravotní problémy související s vysokým věkem a sám chtěl mít rovněž více času na psaní. Vzhledem k poslušnosti vůči papeži Janu Pavlu II., který si přál jeho setrvání ve funkci, však ve své funkci pokračoval. V září 1991 Ratzinger prodělal náhlou cévní mozkovou příhodu, která dočasně zhoršila jeho zrak. V srpnu 1992 při návštěvě Alp upadl a udeřil se hlavou o radiátor.
Tyto okolnosti byly známy při konkláve, kde byl zvolen papežem. V květnu 2005 Vatikán zveřejnil, že později utrpěl ještě jednu slabší mozkovou příhodu, ale neoznámil, kdy se tak přesně stalo. Bylo to nejspíše někdy mezi lety 2003 a 2005. Francouzský kardinál Philippe Barbarin prozradil, že od doby první příhody trpí Ratzinger problémy se srdcem, kvůli kterým musí užívat léky. Stále však byl Ratzinger v mnohem lepším zdravotním stavu, než jeho předchůdce ve stejném věku (79 let). V listopadu 2006 vypluly na veřejnost z neověřených zdrojů informace, že papež podstoupil operaci jako přípravu pro případnou aplikaci bypassu, a že bronchitida, kterou papež prodělal, zvýšila nápor na jeho srdce.
Na konci prosince roku 2022 začali být lékaři zdravím emeritního papeže znepokojeni. Dne 28. prosince vyzval papež František věřící, aby se za něj modlili.

## Smrt a pohřeb

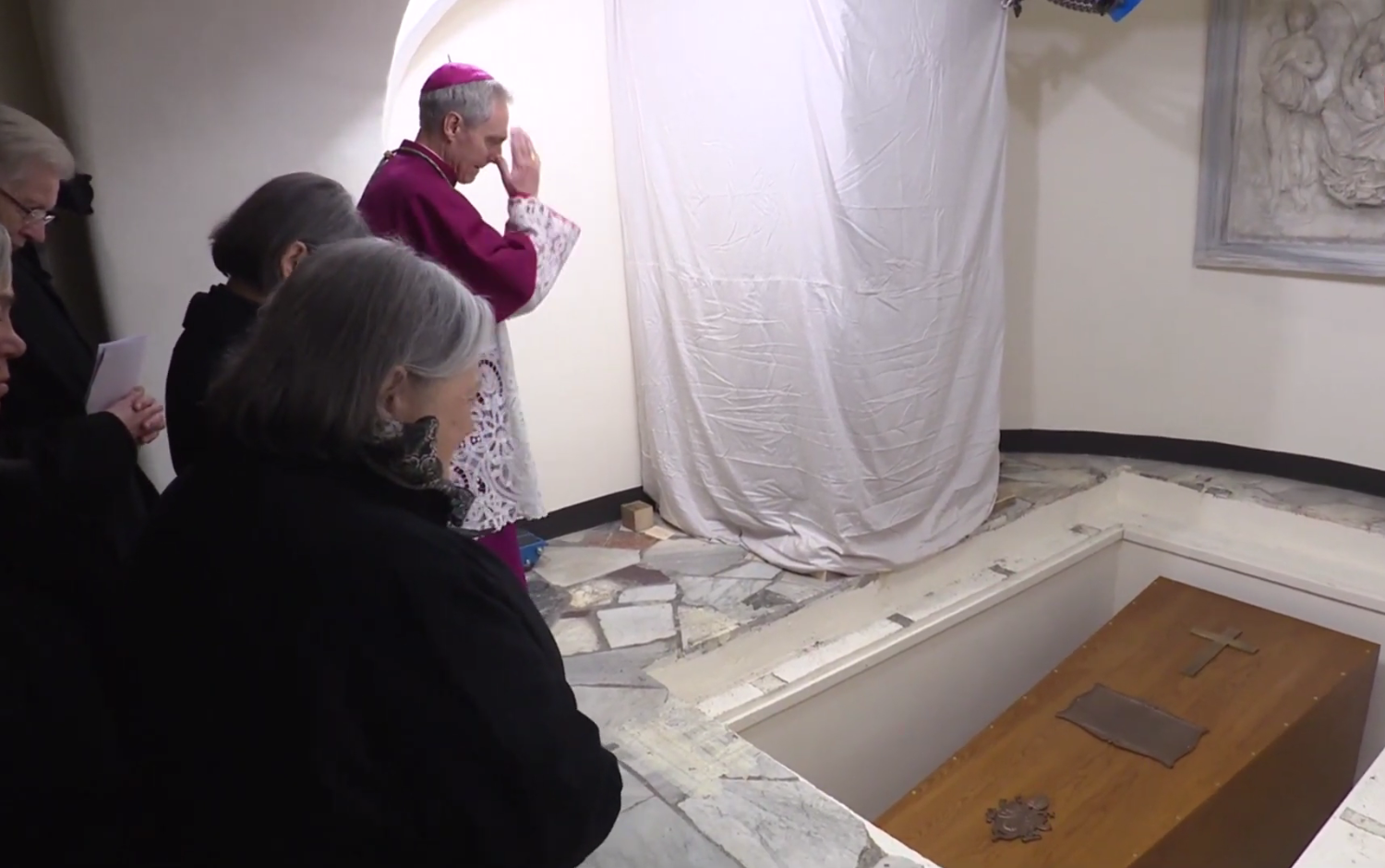
Uložení rakve Benedikta XVI. do hrobky

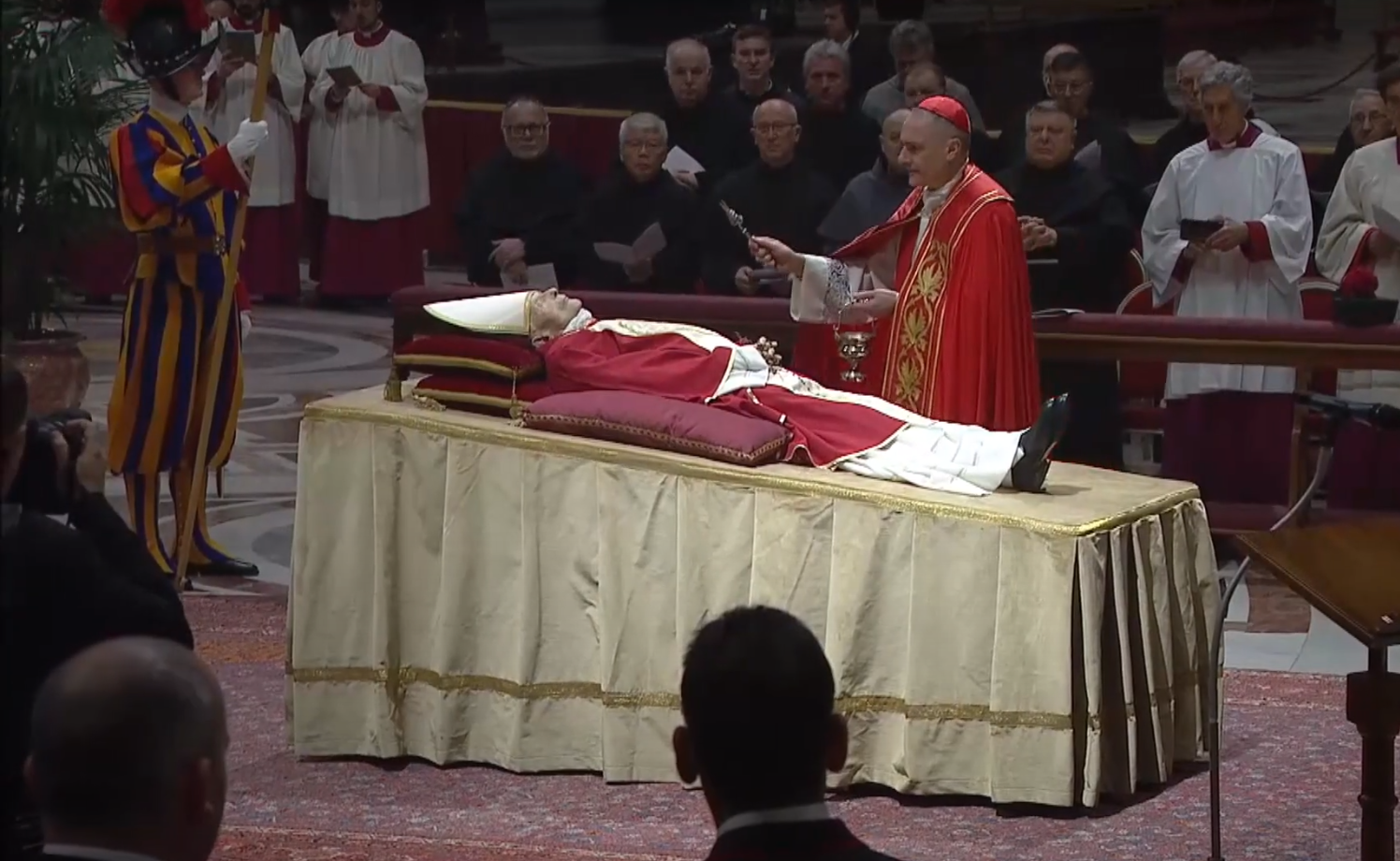
Vystavené tělo Benedikta XVI. v bazilice sv. Petra před pohřbem

Benedikt XVI. zemřel 31. prosince 2022 v klášteře Mater Ecclesiae ve Vatikánu v 9:34 místního času. Jeho pohřeb se konal dne 5. ledna 2023. Obřadu se zúčastnil i jeho nástupce papež František a řada světových politiků (mezi nimi i český premiér Petr Fiala). Po pohřbu byla rakev s jeho tělem uložena do hrobky pod bazilikou sv. Petra.

## Dílo
Benedikt XVI. napsal mnoho teologických děl, zejména pak odborných. Několik titulů se týká taktéž politiky a kultury v Evropě. Kromě jeho vlastních psaných děl vycházejí v knižní podobě pod různými názvy i sbírky a výběry z jeho homilií, přednášek či pravidelných středečních katechezí, které přednáší během generálních audiencí.

### Česky vyšlo
- RATZINGER, Joseph. Můj duchovní testament. [s.l.]: Portál, 2013. 120 s. ISBN 978-80-262-0460-2.
- RATZINGER, Joseph. Ježíš Nazaretský. Brno: Barrister & Principal, 2008. ISBN 978-80-87029-33-6.
- RATZINGER, Joseph. Eschatologie. Brno: Barrister & Principal, 2008. ISBN 978-80-87029-30-5.
- RATZINGER, Joseph. Úvod do křesťanství. Překlad Vratislav Slezák. Kostelní Vydří: Karmelitánské nakladatelství, 2007. ISBN 978-80-7195-012-7.
- RATZINGER, Joseph. Duch liturgie. Brno: Barrister & Principal, 2006. ISBN 80-7364-032-5.
- RATZINGER, Joseph. Evropa Benedikta z Nursie v krizi kultur. Kostelní Vydří: Karmelitánské nakladatelství, 2006. ISBN 80-7195-022-X.
- RATZINGER, Joseph. Evropa: její základy dnes a zítra. Kostelní Vydří: Karmelitánské nakladatelství, 2005. ISBN 80-7192-801-1.
- RATZINGER, Joseph. Můj život. Brno: Barrister & Principal, 2005. ISBN 80-85947-94-3.
- RATZINGER, Joseph. Hledět na probodeného. Brno: Centrum pro studium demokracie a kultury, 1996. ISBN 80-85959-11-9.
- RATZINGER, Joseph. Pravda, hodnoty a moc. [s.l.]: Centrum pro studium demokracie a kultury, 1996.
- RATZINGER, Joseph. Církev jako společenství. Praha: ZVON, 1994. ISBN 80-7113-102-4.
- RATZINGER, Joseph. Naděje pro Evropu?. Praha: Scriptum, 1993.
- RATZINGER, Joseph; SCHÖNBORN, Christoph. Malý úvod do KATECHISMU KATOLICKÉ CÍRKVE. Praha: Nové město ISBN 80-901542-4-7.

#### Knihy rozhovorů
- SEEWALD, Peter. Joseph kardinál Ratzinger: Křesťanství na přelomu tisíciletí. Praha: Portál, 2005. ISBN 80-7367-016-X.
- SEEWALD, Peter. Joseph Ratzinger: Bůh a svět. Brno: Barrister & Principal, 2005. ISBN 80-7364-008-2.
- MESSORI, Vittorio. O víře dnes. Olomouc: Matice cyrilometodějská, 1998.

#### Encykliky
- Caritas in veritate (Láska v pravdě); vydána 7. července 2009
- Spe salvi (Spaseni v naději); vydána 30. listopadu 2007
- Deus caritas est (Bůh je láska); vydána 25. ledna 2006 – jde o jeden z nejprodávanějších papežských dokumentů v historii.[106]

#### Sbírky promluv, katechezí či vybraných textů
- RATZINGER, Joseph. Vrchol a pramen. Texty o eucharistii. Kostelní Vydří: Karmelitánské nakladatelství, 2009. ISBN 978-80-7195-327-2.
- RATZINGER, Joseph. Myšlenky o svatém Pavlovi. Praha: Paulínky, 2009. ISBN 978-80-86949-61-1.
- RATZINGER, Joseph. Otcové církve. Kostelní Vydří: Karmelitánské nakladatelství, 2009. ISBN 978-80-7195-263-3.
- RATZINGER, Joseph. O počátcích církve. Kostelní Vydří: Karmelitánské nakladatelství, 2008.
- RATZINGER, Joseph. Mariánské myšlenky. Praha: Paulínky, 2008.
- RATZINGER, Joseph. O víře, naději a lásce. Kostelní Vydří: Karmelitánské nakladatelství, 2008.
- RATZINGER, Joseph. Jan Pavel II.. Praha: Paulínky, 2008. ISBN 80-7195-021-1.
- RATZINGER, Joseph. Vánoční promluvy. Kostelní Vydří: Karmelitánské nakladatelství, 2007. ISBN 978-80-7195-140-7.
- RATZINGER, Joseph. Přiď Duchu svatý. Český Těšín: Cos Jesu, 2006.
- RATZINGER, Joseph. Křížová cesta v Koloseu. Kostelní Vydří: Karmelitánské nakladatelství, 2006. ISBN 80-7195-021-1.

#### Knihy o Benediktu XVI.
- WATTS, Greg. Dělník na vinici. Kostelní Vydří: Karmelitánské nakladatelství, 2006. ISBN 80-7195-067-X.
- ANONYM. AntiRatzinger. Protipapežský pamflet. Všeň: Grimmus, 2009. ISBN 978-80-902831-3-8.
- MARTINKOVÁ, Ludmila. Papež Benedikt XVI. v České republice. [s.l.]: Karmelitánské nakladatelství, 2009. 148 s. ISBN 978-80-7195-426-2.
- MUROŇOVÁ, Eva; HAVEL, Tomáš Cyril. Benedikt XVI. – Most mezi břehy. [s.l.]: Ottovo nakladatelství, 2009. 184 s. ISBN 978-80-7360-903-0.

#### Texty
- (česky) encyklika Benedikta XVI. Deus Caritas Est (Bůh je Láska) – první část a druhá část
- (česky) encyklika Benedikta XVI. Spe salvi (Spaseni v naději) – první část, druhá část a třetí část
- (česky) encyklika Benedikta XVI. Caritas in veritate (Láska v pravdě)
- (česky) Summorum pontificum, o užívání římské liturgie, předcházející reformě z roku 1970.
- (česky) List Benedikta XVI. biskupům k vydání apoštolského listu o volném užití latinského misálu z roku 1962 (latinské i české znění).
- (česky) Postsynodální apoštolská exhortace Sacramentum caritatis.
- (česky) Odpověď na otázky, týkající se některých aspektů nauky o církvi.
- (česky) Benedikt XVI., P. Seewald: Světlo světa – úryvek s papežovým vyjádřením o kondomech
- (německy) citáty z Benediktových (Ratzingerových) teologických textů a promluv
- (česky) citáty z Benediktových (Ratzingerových) teologických textů

#### Obecné
- Video oznámení zvolení Benedikta XVI. papežem na Svatopetrském náměstí (YouTube) – http://www.youtube.com/watch?v=-ws0AmufB8g
- Svatý stolec
- Kanál Benedikta XVI. na serveru YouTube – http://www.youtube.com/user/vatican
- Stránky o papeži Benediktu XVI.
- Joseph Ratzinger-Papst Benedikt XVI.-Stiftung
- Institut Papst Benedikt XVI.

#### Kritika
- (anglicky) The Vicar of Orthodoxy, Andrew Sullivan (Time, 24. duben 2005).
- (anglicky) Novus Ordo Watch about Benedict XVI, kritika ze sedisvakantistického pohledu.
- (anglicky) Open letter from a Christian Palestinian to Pope Benedict – (Islámské stránky).
- (anglicky) A timeline of the deteriorating relations between Benedict and Jews. Archivováno 31. 5. 2020 na Wayback Machine. – Reuters.
- PETRÁČEK, Tomáš. Joseph Ratzinger mezi mýtem a realitou. Amicus Josephus (Benedictus XVI.) sed magis amica veritas. Christnet [online]. 2023-01-06 [cit. 2023-01-06]. Dostupné online.

| Arcibiskup Mnichova a Freisingu     | Arcibiskup Mnichova a Freisingu | Arcibiskup Mnichova a Freisingu     |
| ----------------------------------- | ------------------------------- | ----------------------------------- |
| Předchůdce: Julius kardinál Döpfner | 1977–1982 Joseph Ratzinger      | Nástupce: Friedrich kardinál Wetter |

| Prefekt Kongregace pro nauku víry | Prefekt Kongregace pro nauku víry | Prefekt Kongregace pro nauku víry |
| --------------------------------- | --------------------------------- | --------------------------------- |
| Předchůdce: Franjo kardinál Šeper | 1981–2005 Joseph Ratzinger        | Nástupce: William kardinál Levada |

| Děkan kardinálského kolegia           | Děkan kardinálského kolegia | Děkan kardinálského kolegia      |
| ------------------------------------- | --------------------------- | -------------------------------- |
| Předchůdce: Bernardin kardinál Gantin | 2002–2005 Joseph Ratzinger  | Nástupce: Angelo kardinál Sodano |

| Papež                     | Papež                   | Papež               |
| ------------------------- | ----------------------- | ------------------- |
| Předchůdce: Jan Pavel II. | 2005–2013 Benedikt XVI. | Nástupce: František |